# Riesenkrabbenspinnen
Die Riesenkrabbenspinnen (Sparassidae, Syn.: Heteropodidae, Eusparassidae) sind eine zahlenmäßig große Familie innerhalb der Unterordnung der Echten Webspinnen (Araneomorphae), die wiederum der Ordnung der Webspinnen angehörig ist, sowie überdies einzige Familie innerhalb der Überfamilie Sparassoidea. Der deutschsprachige Trivialname der Familie deutet auf die Ähnlichkeit dieser Spinnen mit den nicht näher verwandten und deutlich kleineren Krabbenspinnen (Thomisidae). Im englischen Sprachraum ist besonders die Bezeichnung Huntsman spiders, die übersetzt „Jägerspinnen“ bedeutet, oder die vereinfachte Form Huntsmen für „Jäger“ verbreitet. Bei Riesenkrabbenspinnen handelt es sich je nach Art um mittel- bis sehr große Echte Webspinnen. Die im Verhältnis zum Körper langen und latigraden (monoton zur Seite gerichteten) Beine sowie der bei vielen Arten abgeflachte Körperbau sind herausragende Merkmale der Riesenkrabbenspinnen gegenüber anderen Spinnen.
Die Familie der Riesenkrabbenspinnen ist fast weltweit verbreitet, wobei ihr Verbreitungsschwerpunkt in den Tropen und Subtropen liegt. In Mitteleuropa kommt lediglich die Grüne Huschspinne (Micrommata virescens) natürlich vor. Die verschiedenen Arten bewohnen eine Vielzahl von Habitaten (Lebensräumen) und einige Arten sind auch in menschlichen Siedlungsbereichen häufig zu finden. Riesenkrabbenspinnen sind recht wanderfreudig und abgesehen von wenigen Ausnahmen nachtaktiv. Sie verstecken sich während ihrer Inaktivitätszeit in passenden temporären Unterschlüpfen, wobei der abgeflachte Körperbau den Spinnen dabei auch ermöglicht, recht schmale Verstecke anzunehmen. Riesenkrabbenspinnen legen kein Spinnennetz an, sondern erlegen Beutetiere freilaufend und aktiv. Das Beutespektrum umfasst überwiegend andere Wirbellose, bei größeren Arten mitunter auch kleinere Wirbeltiere. Der Paarung geht ein ausgeprägtes Balzverhalten voraus. Der einige Zeit nach der Paarung angelegte Eikokon wird vom Weibchen vehement beschützt. Gleiches trifft auch für kurze Zeit auf die beim Muttertier anfangs verbleibenden Jungtiere zu, ehe diese selbstständig wie bei anderen Spinnen über mehrere Häutungsstadien heranwachsen.
Aufgrund der Anpassungsfähigkeit einiger Riesenkrabbenspinnen an menschliche Siedlungsbereiche kommt es häufig zu einem Zusammentreffen mit den Menschen. Allgemein werden Riesenkrabbenspinnen nicht selten aufgrund ihrer – verglichen mit vielen anderen Spinnen – imposanten Erscheinung und ihrer schnellen sowie ruckartigen Fortbewegung gefürchtet. Für den Menschen geht von diesen Spinnen im Regelfall keine große Gefahr aus. Bisse größerer Vertreter der Familie sind überliefert und gelten als schmerzhaft, verlaufen jedoch meist mild und ohne medizinisch relevante Symptome. Ansonsten haben Riesenkrabbenspinnen wie andere Spinnen einen großen Nutzen im Rahmen der biologischen Schädlingsbekämpfung und einzelne Arten sind als Heimtiere im Bereich der Terraristik vertreten.

## Merkmale

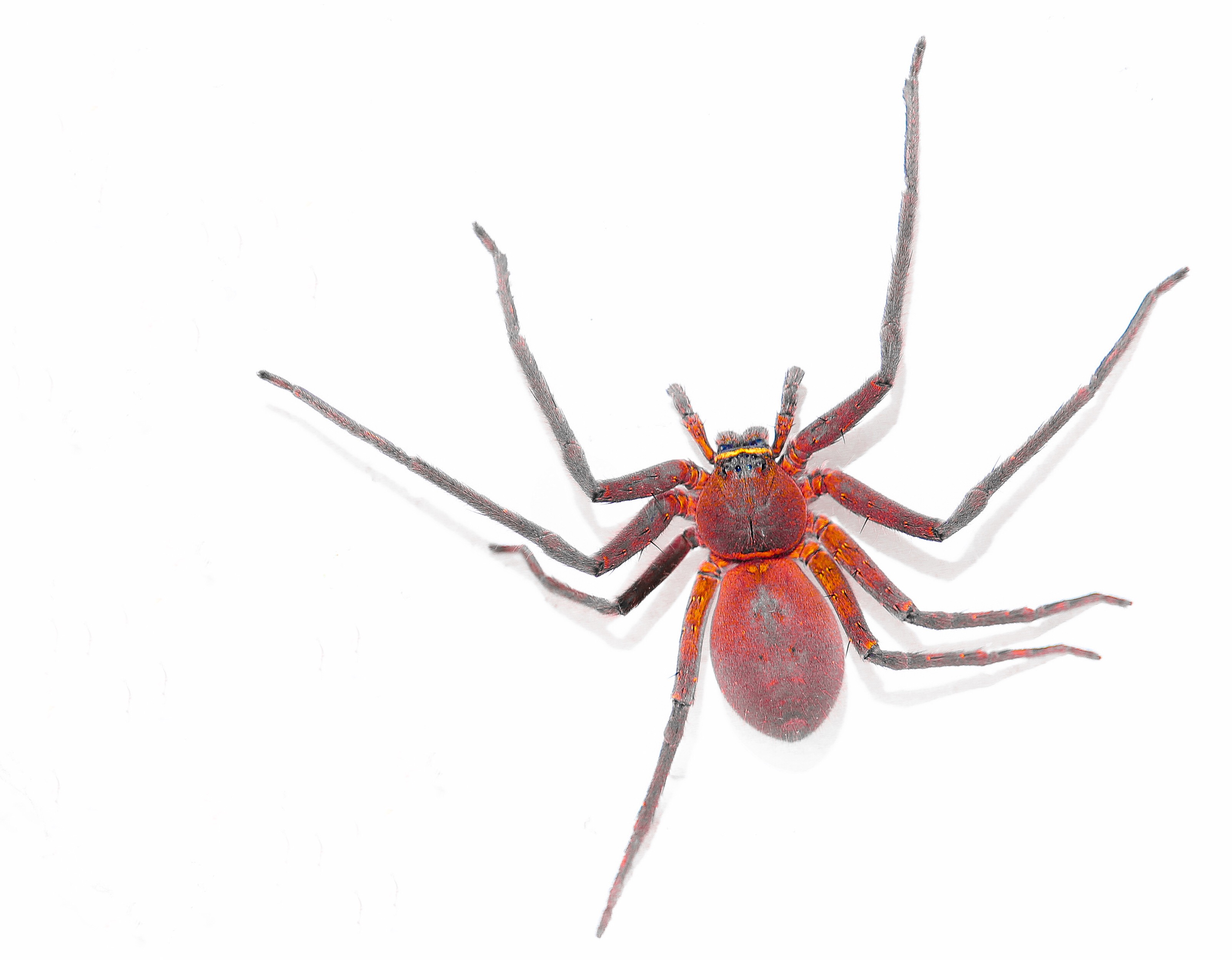
Dorsalansicht einer weiblichen Riesenkrabbenspinne

Riesenkrabbenspinnen sind mittel- bis sehr große Echte Webspinnen (Araneomorphae) mit einer Mindestkörperlänge von sechs Millimetern. Die größeren Vertreter kommen vorwiegend in den Tropen vor. Die größte Art der Familie ist die Laotische Riesenkrabbenspinne (Heteropoda maxima) mit einer Körperlänge von maximal 46 und einer Beinspannweite von gut 300 Millimetern. Vielen Riesenkrabbenspinnen ist ein abgeflachter Körperbau gemeinsam. Dies ist beispielsweise bei Riesenkrabbenspinnen der Gattungen Isopeda, Isopedella und Holconia der Fall. Am abgeflachtesten sind die Riesenkrabbenspinnen der Gattung Delena. Zu den Vertretern mit einem vergleichsweise wenig abgeflachten Körper zählen die Echten Riesenkrabbenspinnen (Heteropoda) und die Arten der Gattung Neosparassus. Die zu dieser Familie zählenden Spinnen weisen cremefarbene, beige, dunkelbraune oder graue Grundfärbungen auf. Viele Arten haben dunklere Streifen und aus Flecken bestehende Musterungen. Andere sind grün oder weiß gefärbt und haben gelbe oder rote Zeichenelemente.

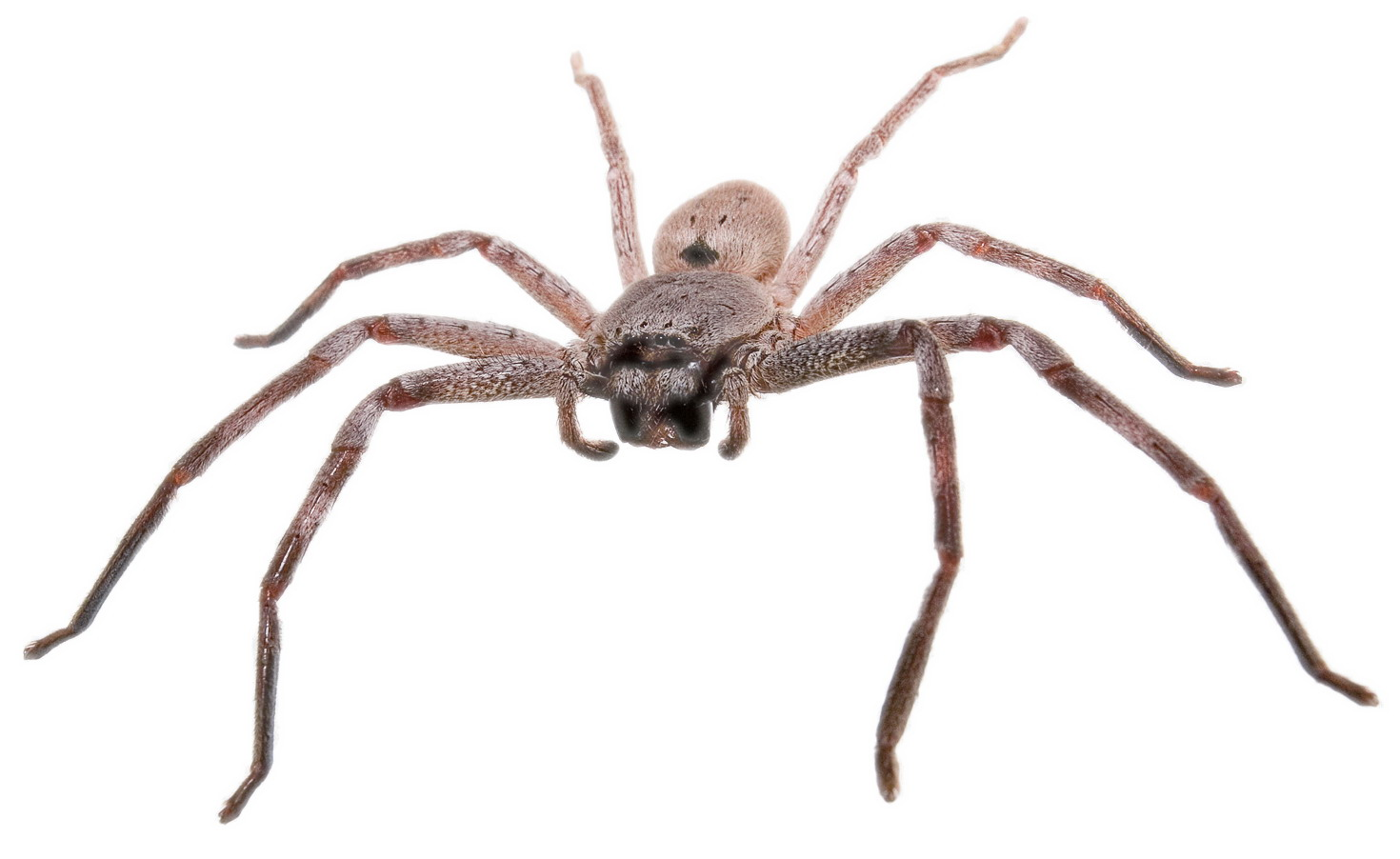
Frontalansicht einer weiblichen Riesenkrabbenspinne mit erkennbaren Augen und Cheliceren

Der Carapax (Rückenschild des Prosomas bzw. Vorderkörpers) ist gewöhnlich oval geformt und entweder so lang wie breit oder länger als breit. Im Augenbereich ist er verengt. Die ausgeprägte Fovea (Apodem) ist mit einer dichten Ansammlung feiner Setae (chitinisierter Borsten) versehen. Die acht Augen sind wie bei den meisten Spinnen je zu viert in zwei Reihen übereinander angeordnet. Die Augen der posterioren (hinteren) Reihe sind meistens gleich groß und mit Ausnahme der Gattung Chhrosioderma gleichmäßig voneinander entfernt. Die Größe der zur anterioren (vorderen) Reihe gehörenden Augen variiert je nach Gattung. Allgemein sind die medianen (mittleren) Augen die größten, wobei die anterior lateralen (seitlichen) Augen bei einigen Arten größer als die anterior medianen sind. Dies ist bei den Unterfamilien der Heteroponinae und der Palystinae der Fall. Allgemein sind die Augen der Riesenkrabbenspinnen einigermaßen gut entwickelt und verleihen ihnen eine recht gute Sehfähigkeit. Die frei beweglichen Cheliceren (Kieferklauen) haben anterior ein bis vier und posterior ein bis neun Zähne. Bei einigen Riesenkrabbenspinnen befinden sich an den Chelicerengruben (Anlegestellen für die Giftklauen, den Basalgliedern der Cheliceren) oder der Condylen (Ausstülpungen an der Basis der Cheliceren) mehrere Dentikel (zahnartige Gebilde). Das Labium (sklerotisierte bzw. verhärtete Platte zwischen den Maxillae und vor dem Sternum) ist freistehend und kurz. Mit Ausnahme der Gattung Berlandina ist es nie länger als halb so lang wie die Maxillae (umgewandelte Coxen, bzw. Hüftglieder der Pedipalpen) und distal (von der Körpermitte entfernt) stärker berandet. Die Maxillae weisen Scopulae (Haftsetaebüschel) auf. Die Serrulae (Putzkämme) erscheinen harkenartig. Das Sternum (Brustschild des Prosomas) ist länger als breit und beinahe kreisförmig. Sein Verhältnis zwischen Länge und Breite ist 0,8 zu 1,2. Das Ende des Sternums ist zugespitzt.

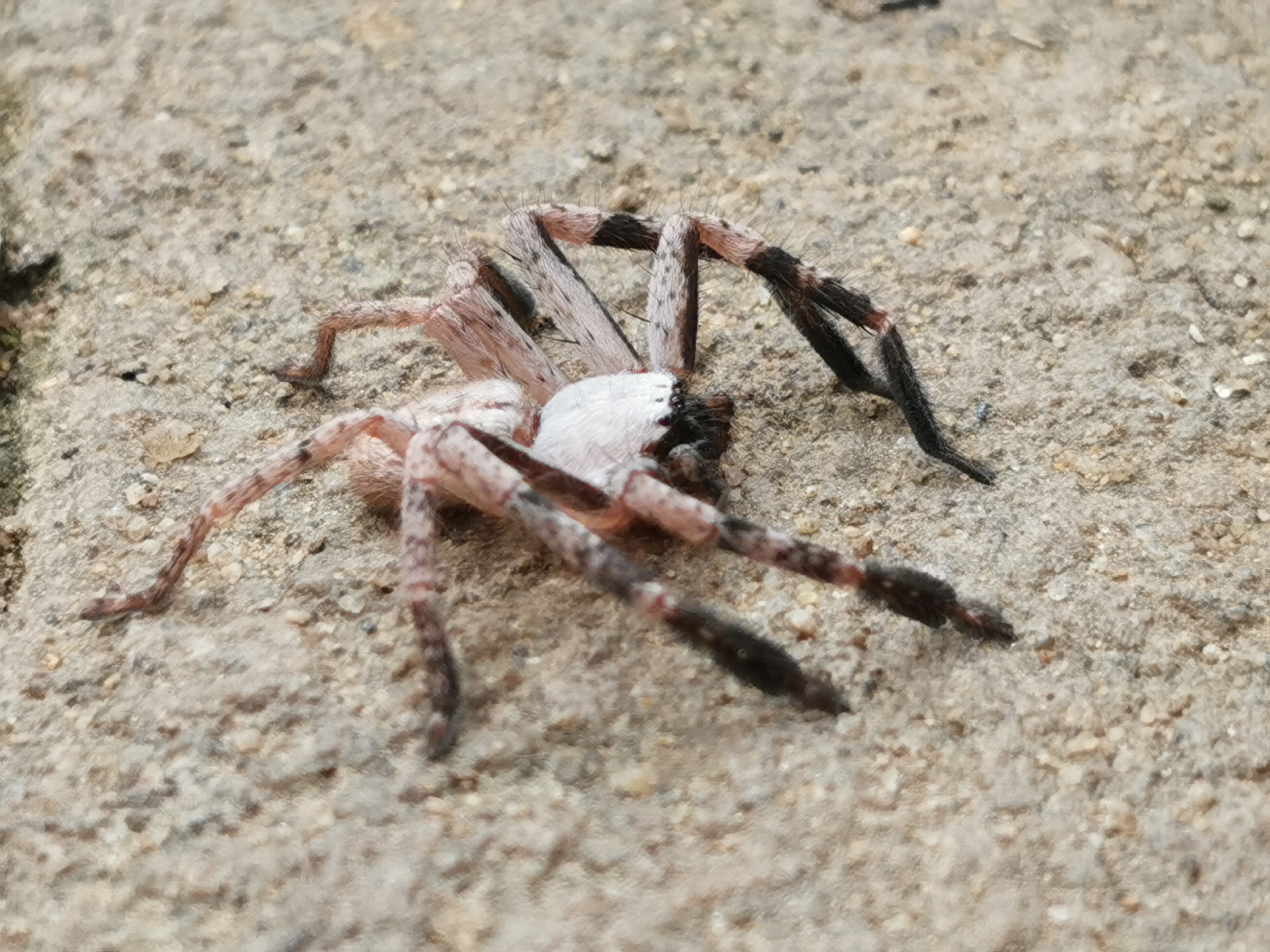
Lateralansicht einer weiblichen Riesenkrabbenspinne mit gut erkennbaren Beinstrukturen

Die Beine der Riesenkrabbenspinnen sind vergleichsweise lang und eher wenig bestachelt. Die Beinformel (Zählung vom längsten zum kürzesten Beinpaar) lautet zumeist 2-1-4-3. Ein besonderes Merkmal der Riesenkrabbenspinnen ist die latigrade (monoton zur Seite gerichtete) Beinstellung. In Ruhelage sind die Beine rechtwinklig zum Körper angewinkelt, was jedoch bei den im Gras lebenden Arten der Familie weniger erkennbar ist. Die Trochanter (Schenkelringe) sind gekerbt. Sowohl die Tarsen (Fußglieder) als auch die Metatarsen (Fersenglieder) verfügen über Scopulae. An den Tarsen befinden sich je zwei Klauen mit dichten Klauenbüscheln. Die Metatarsen weisen an ihren Endungen je eine dreilappige Membran auf, was ihnen eine außergewöhnlich hohe Mobilität verleiht. Die Pedipalpen (umgewandelte Extremitäten im Kopfbereich) weiblicher Riesenkrabbenspinnen haben je eine Klaue und 3 bis 10 Zähne.

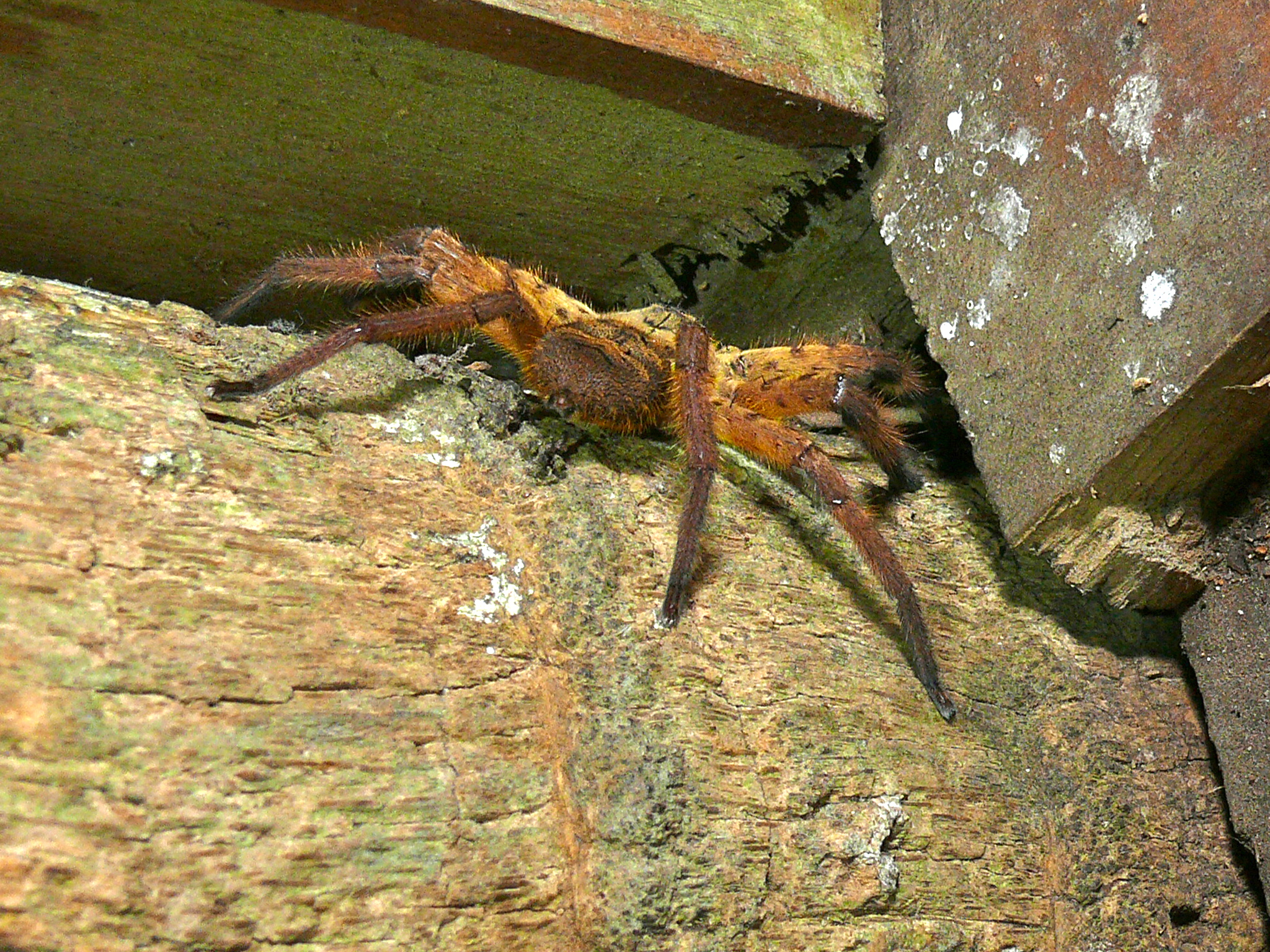
Rückansicht einer weiblichen Riesenkrabbenspinne mit erkennbarem Opisthosoma mitsamt Spinnwarzen

Das Opisthosoma (Hinterleib) der Riesenkrabbenspinne hat eine runde bis ovale und selten eine längliche Form. Auf ihm befindet sich dorsal (oben) nicht selten ein dunkles, an ein Folium (Blattzeichnung) erinnerndes Muster. Das Opisthosoma ist bei den Vertretern dieser Familie manchmal mit einer dichten Schicht feiner Setae bedeckt. Riesenkrabbenspinnen haben zwei Buchlungen und posterior angelegte Tracheen (Luftröhren), deren Anordnung auf das Opisthosoma begrenzt ist. Die Stigmen (Atemöffnungen) befinden sich nahe den Spinnwarzen. Riesenkrabbenspinnen zählen zu den ecribellaten Spinnen. Ein Colulus (vermutlich funktionsloser Hügel und Rest der Cribelli und Calamistri) fehlt ihnen gänzlich.

### Sexualdimorphismus

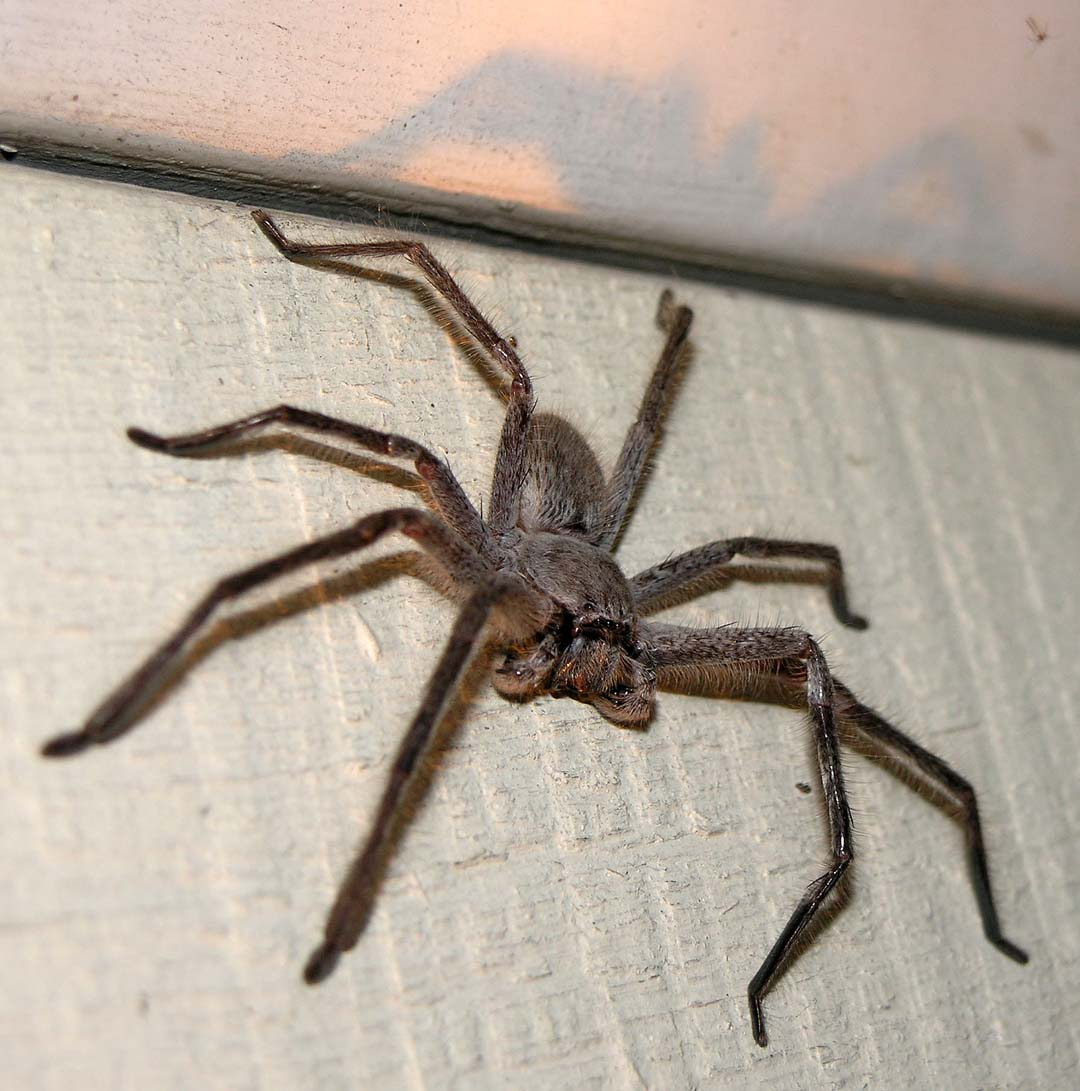
Männliche Riesenkrabbenspinne

Wie bei vielen Spinnen ist bei den Riesenkrabbenspinnen ein Sexualdimorphismus (Unterschied der Geschlechter) erkennbar, der jedoch, verglichen mit anderen Spinnen, schwach ausgeprägt ist. Wie bei Spinnen üblich haben ausgewachsene Weibchen ein deutlich breiter und kräftiger gebautes Opisthosoma als die männlichen Individuen im gleichen Stadium. Die Männchen erscheinen gleich groß wie die Weibchen, sie haben jedoch neben einem schmaleren Opisthosoma längere Beine.

### Genitalmorphologische Merkmale
Die Pedipalpen männlicher Riesenkrabbenspinnen haben je eine kräftig gebaute tibiale Apophyse (chitinisierter Fortsatz). Das Tegulum (zweites und mittleres Sklerit, bzw. Hartteil) ist bei einem der beiden Bulbi (männliches Geschlechtsorgan) mit dem Embolus (drittes und letztes Sklerit) verwachsen und mit einem Konduktor (Leiter) sowie bei einigen Arten mit einer weiteren Apophyse versehen. Die Epigyne (weibliches Geschlechtsorgan) ist sklerotisiert und hervorstehend.

## Verbreitung und Lebensräume

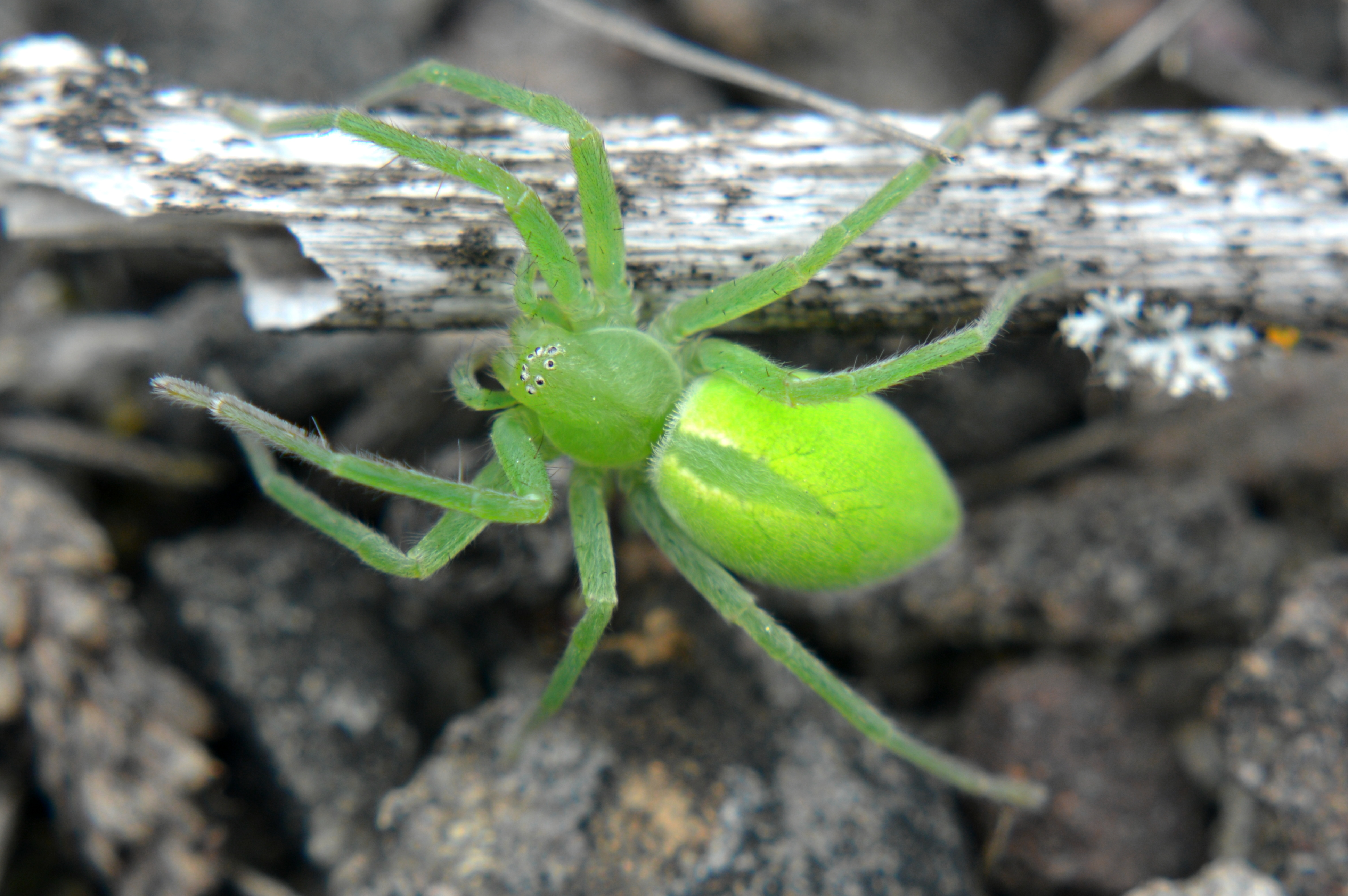
Weibchen der Grünen Huschspinne (Micrommata virescens), der einzigen auch in Mitteleuropa natürlich vorkommenden Riesenkrabbenspinne

Das Verbreitungsgebiet der Riesenkrabbenspinnen erstreckt sich zwischen den Breitengraden von 40° Nord und 40° Süd. Die einzige Ausnahme bilden die in der Paläarktis vertretenen Huschspinnen (Micrommata). In Mitteleuropa kommt nur die zu dieser Gattung zählende Grüne Huschspinne (M. virescens) natürlich vor. Der Verbreitungsschwerpunkt der Familie sind die Tropen und Subtropen.
Einzelne Riesenkrabbenspinnen gelangten mit Transporten in Gebiete, in denen sie vorher nicht heimisch waren und dort als Neozoen gelten. Ein Beispiel in Europa ist die ursprünglich tropisch verbreitete und mittlerweile mehrfach in Gewächshäusern nachgewiesene Warmhaus-Riesenkrabbenspinne (Heteropoda venatoria). Daneben wurde die Art Tychicus longipes in die Niederlande eingeschleppt.
Riesenkrabbenspinnen bewohnen ein breites Spektrum an Habitaten (Lebensräumen), das von der Vegetation über den Bodengrund bis hin zu Höhlen reichen kann. Einzelne Arten bewohnen Wüsten.

## Lebensweise

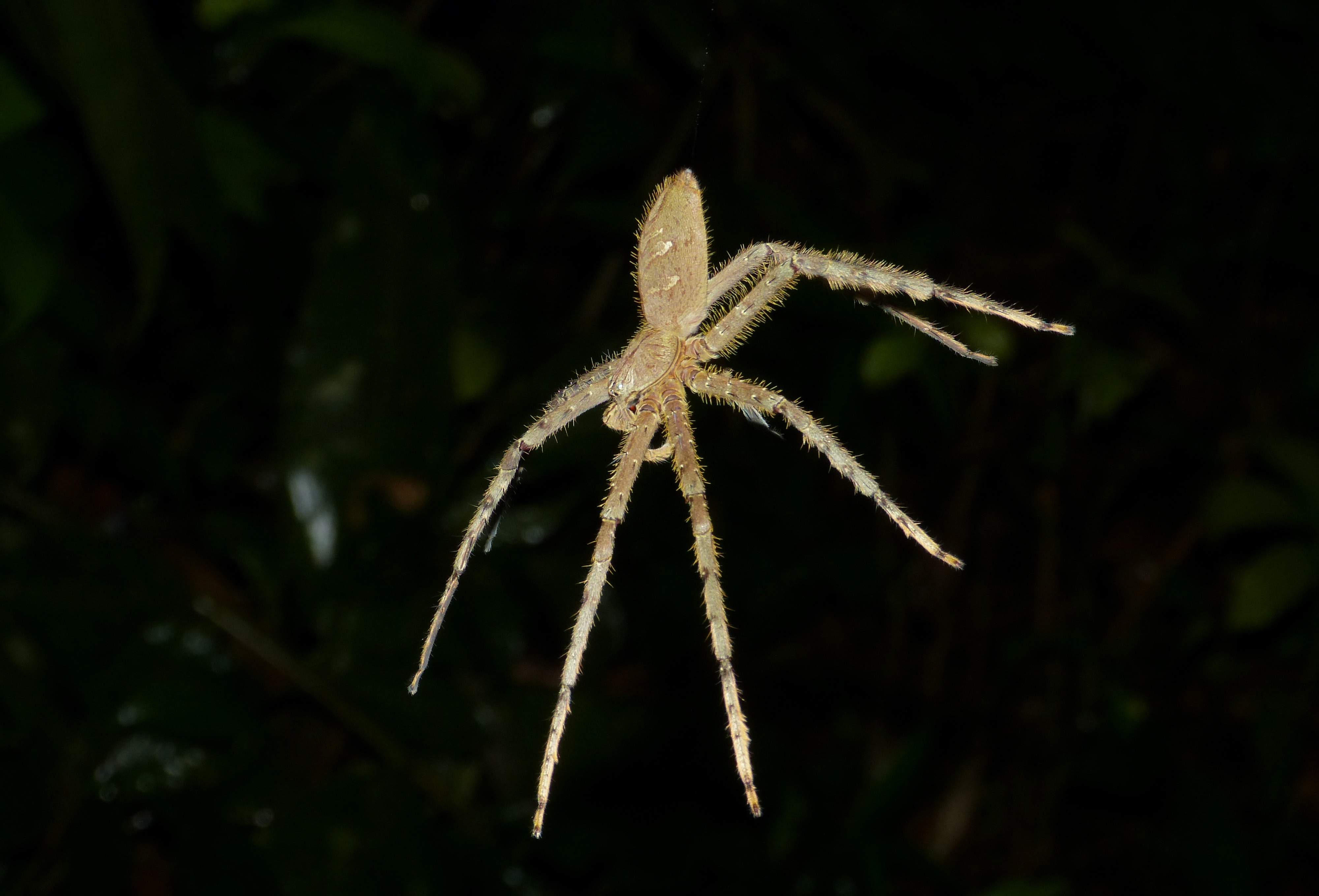
Eine weibliche Riesenkrabbenspinne seilt sich mit einem Spinnfaden ab

Riesenkrabbenspinnen sind mehrheitlich nachtaktiv. Eine Ausnahme bildet die tagaktive Grüne Huschspinne (Micrommata virescens). In ihrer Aktivitätszeit zeigen sich die Tiere wanderfreudig. Die recht aktiven Spinnen können äußerst schnell laufen. Außerdem ist es Riesenkrabbenspinnen durch ihre latigrad angeordneten Beine möglich, sich sowohl vor- wie auch rück- und seitwärts gleichermaßen schnell fortzubewegen. Die Scopulae ermöglichen es den Spinnen, jede glatte Oberfläche zu erklimmen. Bislang wurde keine Fläche nachgewiesen, auf der sich Riesenkrabbenspinnen nicht kletternd fortbewegen können. Spinnseide kommt bei Riesenkrabbenspinnen neben dem Anfertigen von Eigelegen, beim Befestigen von Beutetieren, Verdichten eines Unterschlupfes mitsamt Wasserschutz und gelegentlich für das Anfertigen von Wegfäden zum Einsatz.
Riesenkrabbenspinnen leben nomadisch und nutzen temporäre Versteckmöglichkeiten. Als solche kann beispielsweise die Unterseite loser Baumrinde und von Rindenteilen auf dem Boden sowie von Felsen dienen. Auch Spalten an Felswänden und in Baumstämmen sowie Laubstreu werden gern genutzt. Dabei können sich die Spinnen dank ihres abgeflachten Körpers und ihrer latigrad angeordneten Beine problemlos in solche Verstecke begeben. Auch ein schnelles Fortbewegen in den Verstecken ist dadurch gegeben. Die in Wüsten vorkommenden Arten verbergen sich in selbstgegrabenen Unterschlüpfen im Sand.
Viele Arten dringen gelegentlich in Häuser ein. Genauso scheinen Autos beliebte Aufenthaltsorte zu sein, wo sich die Spinnen gerne hinter der Sonnenblende verbergen oder sich auf dem Armaturenbrett fortbewegen.

### Jagdverhalten und Beutespektrum
Riesenkrabbenspinnen leben wie alle Spinnen räuberisch und sind freilaufende Jäger. Sie legen kein Spinnennetz für den Beutefang an. Ein aufgespürtes Beutetier wird aktiv überwältigt. Es wird schnell gepackt und mit einem Giftbiss der Cheliceren außer Gefecht gesetzt. Die Beute sind meist Insekten und andere Wirbellose. Ein Großteil der Beutetiere sind Schaben. Daneben zählen auch kleinere Wirbeltiere zum Beutespektrum einiger Riesenkrabbenspinnen.
Beutetiere werden nicht eingesponnen, aber am Untergrund mit Spinnseide befestigt. Dafür bewegt sich eine Riesenkrabbenspinne um das jeweilige Beutetier und setzt dabei seine Spinnwarzen auf den Untergrund, wodurch das Beutetier mit Spinnfäden fixiert wird. Da diese an Tanzbewegungen erinnernde Tätigkeit den Eindruck erweckt, als ob die Spinne ein überwältigtes Beutetier umtanzt, wird sie als „Siegestanz“ bezeichnet. Dies ist auch bei Vogelspinnen (Theraphosidae) der Fall.

Weibliche Riesenkrabbenspinnen mit verschiedenen Beutetieren
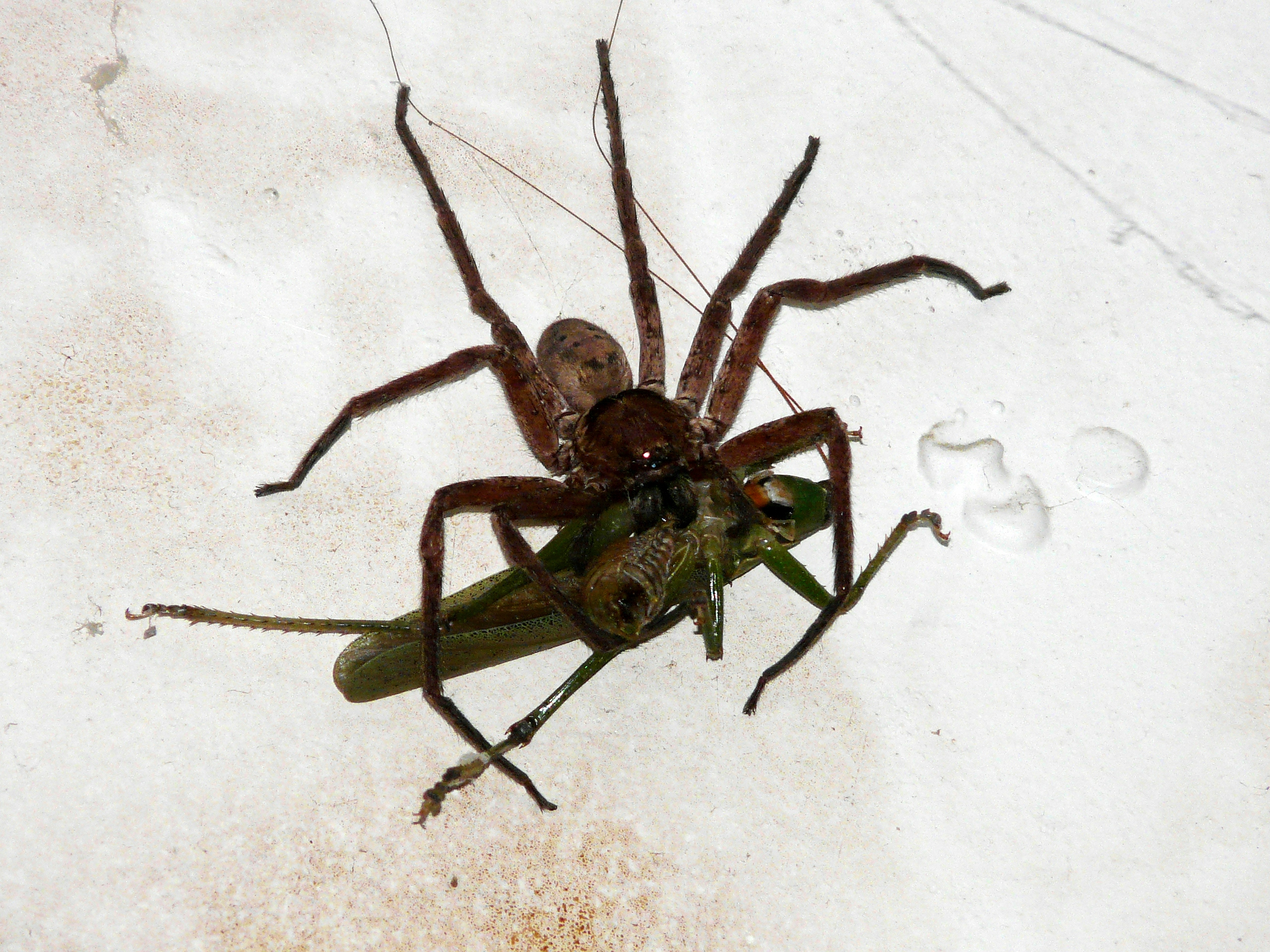
Langfühlerschrecke
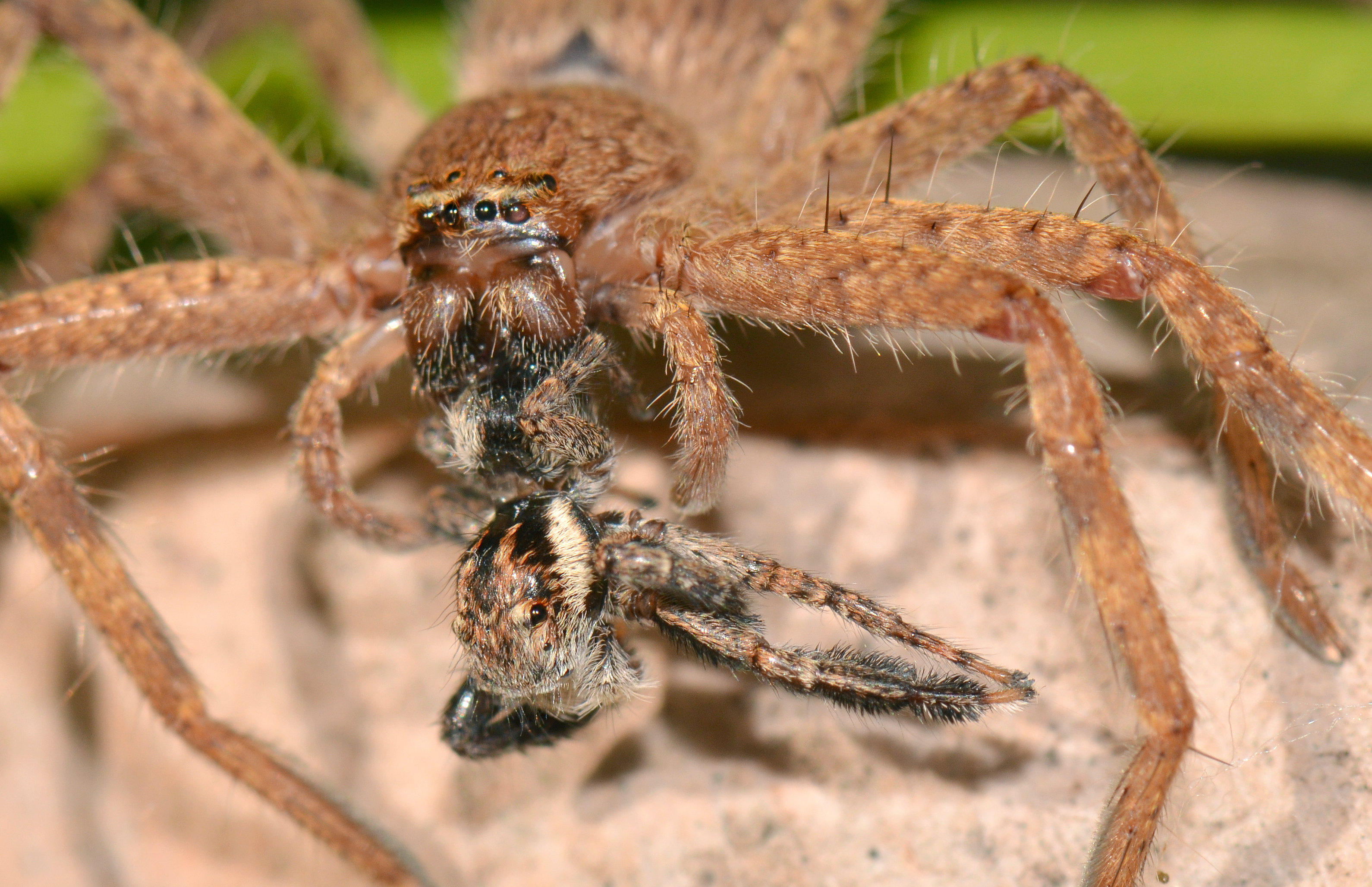
Springspinne
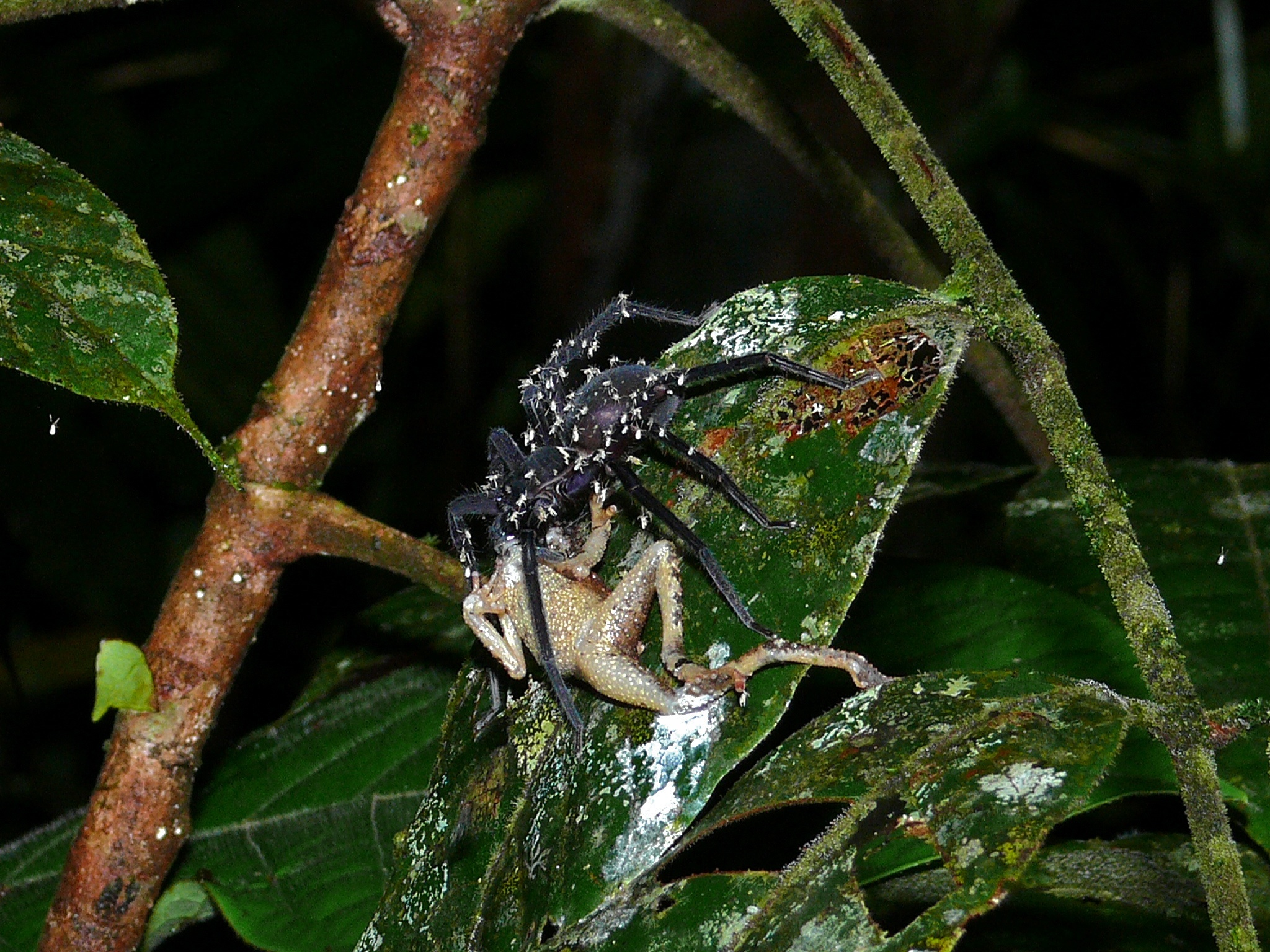
Frosch
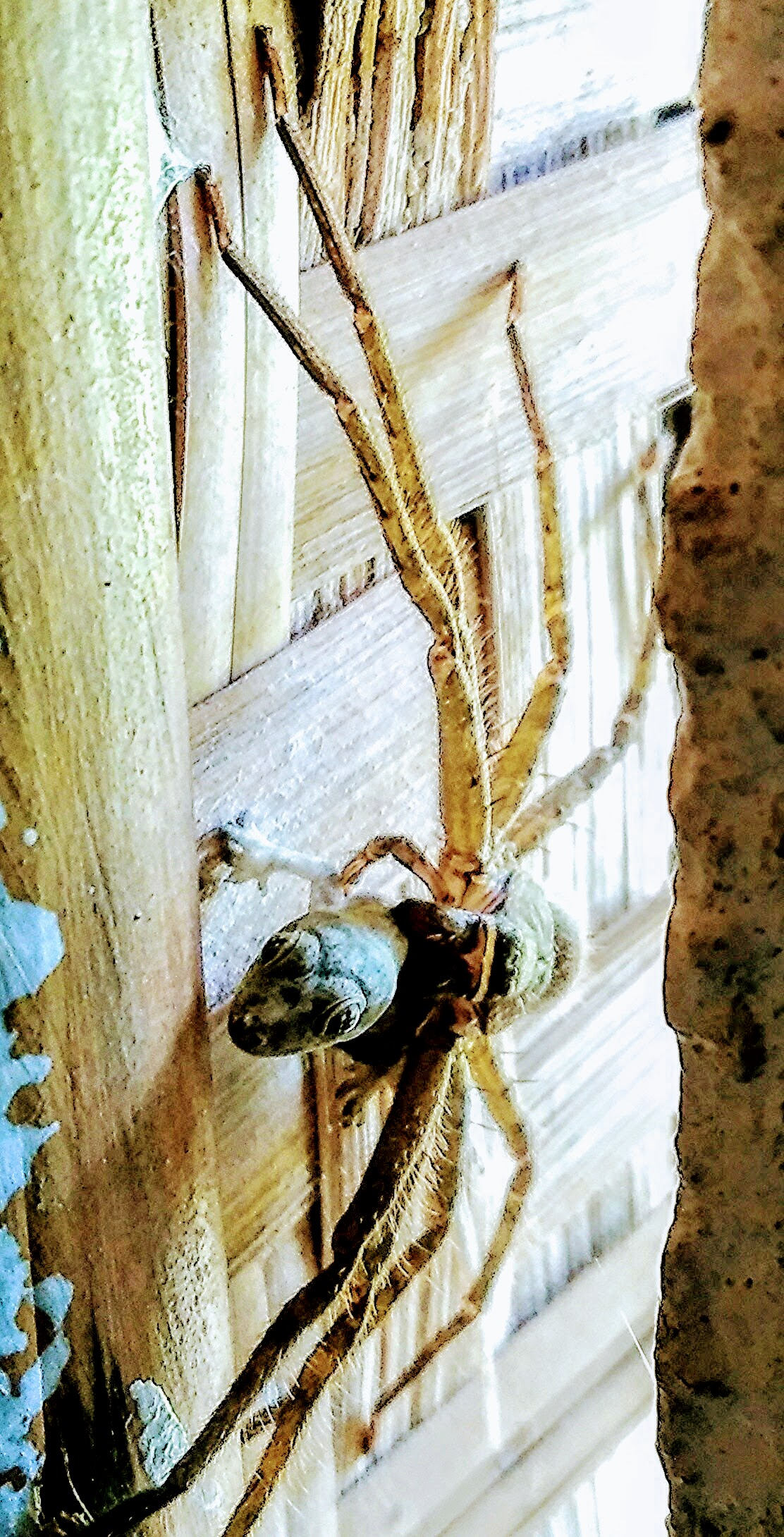
Gecko

### Natürliche Feinde und Parasiten

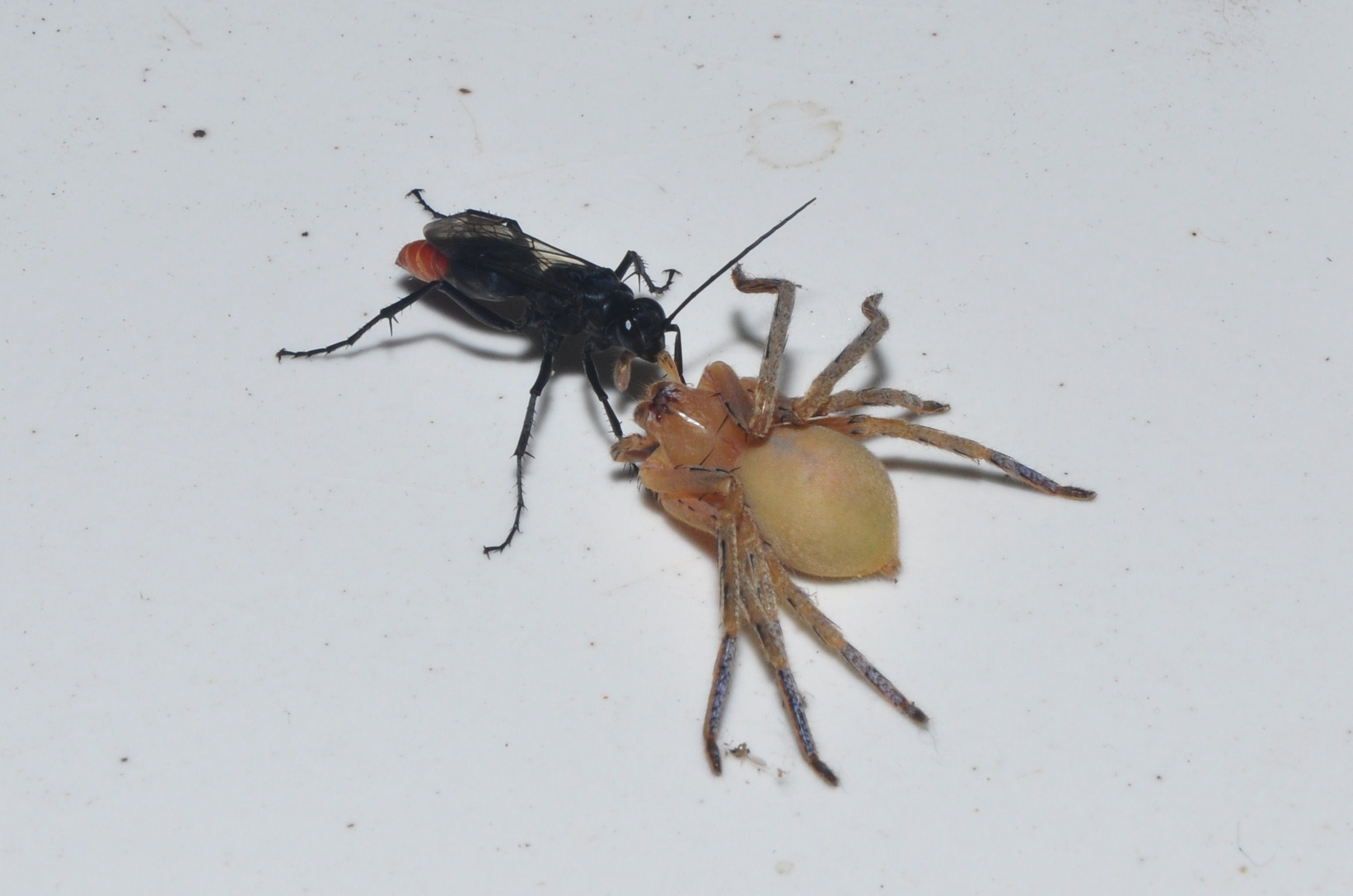
Wegwespe mit erbeuteter weiblicher Riesenkrabbenspinne

Prädatoren (Fressfeinde) der Riesenkrabbenspinnen sind insbesondere Vögel und Geckos. Geckos können aber auch von einigen Riesenkrabbenspinnen, etwa der Gattung Palystes, erbeutet werden. Weitere bedeutende Antagonisten sind die sich als Parasitoide entwickelnden Wegwespen (Pompilidae). Parasiten sind einige Fadenwürmer (Nematoda) und verschiedene Wespen sowie Fliegen, die die Eier der Spinnen befallen.

### Lebenszyklus und Phänologie
Der Lebenszyklus der Riesenkrabbenspinnen ist wie bei anderen Spinnen in Phasen der Fortpflanzung, der Eiablage und des Schlupfs sowie des Heranwachsens der Jungtiere gegliedert. Die Phänologie (Aktivitätszeit) variiert bei den verschiedenen Arten, abhängig von deren Verbreitungsgebiet.

#### Fortpflanzungsverhalten
Das Fortpflanzungsverhalten der Riesenkrabbenspinnen setzt sich ebenfalls aus Phasen zusammen wie bei anderen Spinnen. Dabei handelt es sich um das Aufsuchen des Weibchens durch das Männchen, die Balz und die Paarung.
Bei vielen Riesenkrabbenspinnen sucht ein geschlechtsreifes Männchen ein noch nicht ausgewachsenes Weibchen der gleichen Art auf und bewacht dieses längere Zeit vor Konkurrenten. Einige Riesenkrabbenspinnen sind paarweise anzutreffen. Die Paare bestehen aus einem ausgewachsenen Männchen und einem adulten oder subadulten Weibchen, die über längere Zeit friedlich miteinander leben. Die Männchen einiger Riesenkrabbenspinnen bleiben sogar noch bei den Weibchen, sobald diese das Eigelege oder den Nachwuchs bewachen.

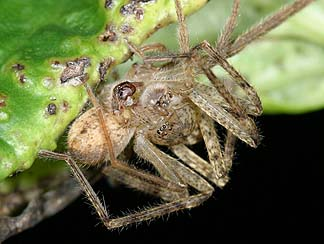
Paarung bei Pseudopoda spirembolus

Balz und Paarung finden in direkter Nähe zueinander und ohne aggressives Verhalten statt. Das Balzverhalten kann je nach Art aus Trommelbewegungen und/oder rhythmischen Vibrationen bestehen. Das Männchen der Warmhaus-Riesenkrabbenspinne (Heteropoda venatoria) ist zu Stridulationsgeräuschen bei der Balz fähig.
Für die Paarung besteigt das Männchen das Weibchen frontal, sodass beide in die entgegengesetzte Richtung blicken. Diese allgemein bei vielen freilaufend jagenden Spinnen übliche Paarungsstellung ist dem Typ III zuzuordnen. Zuerst führt das Männchen einen seiner beiden Bulbi in die Epigyne und anschließend den anderen. Die gesamte Paarung kann bei Riesenkrabbenspinnen ein bis acht Stunden dauern. Nach der Begattung kann es zu Kannibalismus des Weibchens gegenüber dem Männchen kommen. Nicht selten setzt das Männchen die Bewachung des Weibchens aber nach der Paarung fort, wobei es bei einigen Arten mit seinen Beinen das Weibchen umgibt. Das Männchen kann aber Gefahr laufen, vom Weibchen getötet zu werden, wenn er es übermäßig stört.
Weibliche Riesenkrabbenspinnen bevorzugen allgemein größere Männchen und töten häufig kleinere. Dennoch sind Paarungen auch mit kleineren Männchen keine Seltenheit. Sowohl weibliche als auch männliche Riesenkrabbenspinnen können sich mehrmals paaren.

#### Eiablage, Kokonbau und Schlupf der Jungtiere
Ein begattetes Weibchen fertigt einige Zeit nach der Paarung einen mehr oder weniger runden Eikokon. Weibliche Riesenkrabbenspinnen haben ein, verglichen mit anderen Spinnen, ausgeprägtes Brutpflegeverhalten. Der Eikokon wird vom Weibchen aufopferungsvoll bewacht und bei einigen Arten von ihm getragen, indem der Kokon, mit den Cheliceren angeheftet, unter dem Körper gehalten wird. Die Dauer der Inkubation scheint von den klimatischen Bedingungen beeinflusst zu werden. Bei vielen Riesenkrabbenspinnen wird ein Brutgespinst zur Deponierung eines Eikokons angelegt. Die Jungtiere verbleiben nach dem Schlupf bis zum zweiten Larvenstadium im Kokon. Von da an wird dieser vom Muttertier gelockert, um den Jungtieren den benötigten Platz für das Wachstum zu geben. Um ein Verlassen des Kokons zu ermöglichen, beißt das Muttertier der meisten Riesenkrabbenspinnen ein Loch in den Eikokon. Bei einigen Arten wird der Kokon für diesen Zweck vom Weibchen außerdem befeuchtet. Die anfangs beim Muttertier verbleibenden Jungtiere werden von ihm für gut drei Wochen nach dem Schlupf verteidigt. Bei den Jungtieren ist ein gegenseitiges kannibalistisches Verhalten möglich.
Weibliche Riesenkrabbenspinnen können im Laufe ihres Lebens zwei bis fünf Eikokons produzieren, wobei die Anzahl von Art zu Art unterschiedlich ist. Dabei nimmt jedoch oft mit jedem Kokon die Zahl der Eier anscheinend aufgrund des im Weibchen gespeicherten und nach und nach versiegenden Spermas ab. Sollte sich ein Weibchen erneut paaren, nimmt die Größe seines Geleges wieder zu. Eikokons von Riesenkrabbenspinnen können je nach Art 20 bis über 400 Eier enthalten. Bei den größeren und solitär lebenden Arten sind es oft 75 bis 120 Eier pro Gelege.

Eigelege und Schlupf
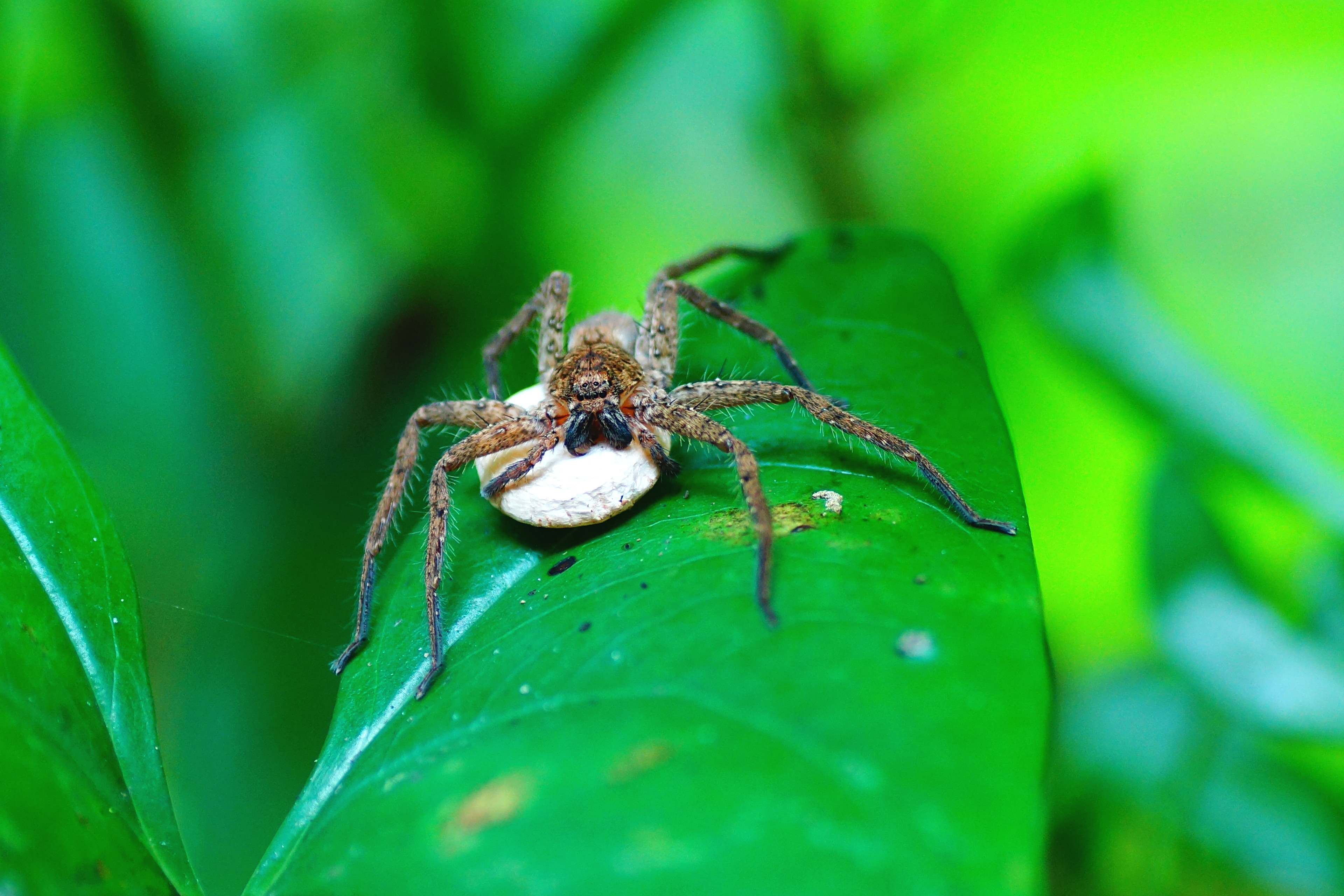
Weibliche Riesenkrabbenspinne mit Eikokon
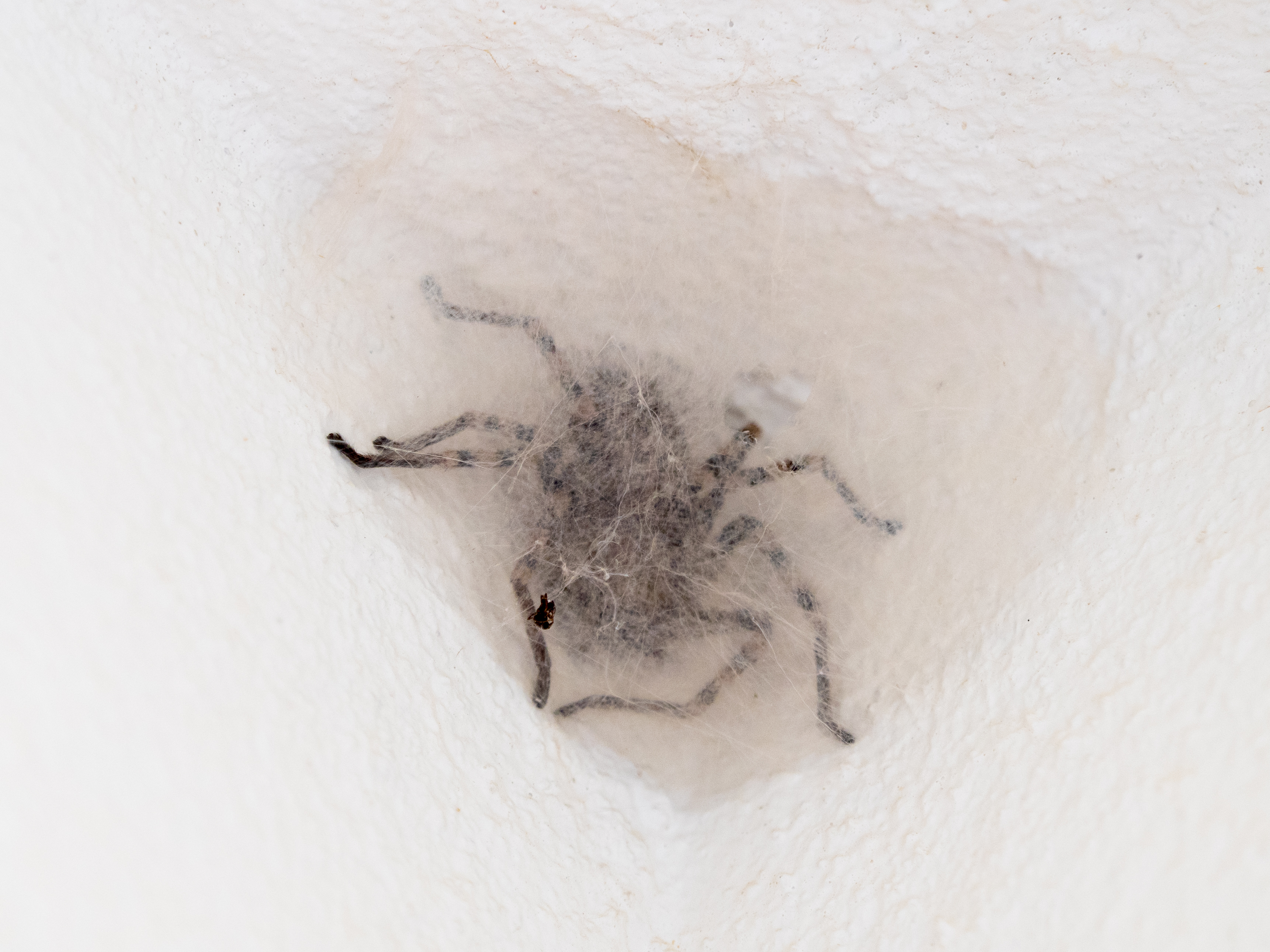
Weibliche Riesenkrabbenspinne in ihrem Brutgespinst
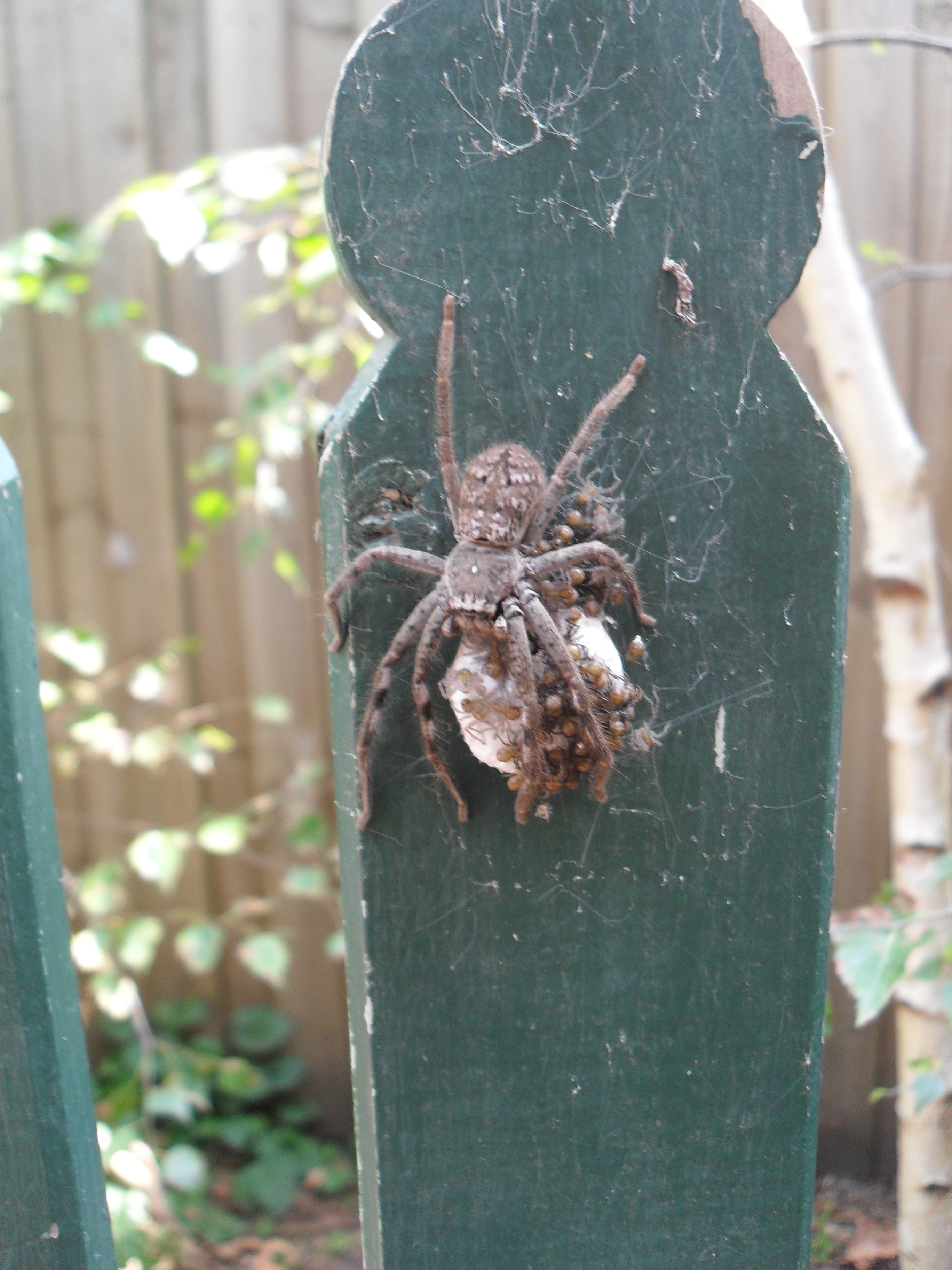
Weibliche Riesenkrabbenspinne mit schlüpfenden Jungtieren
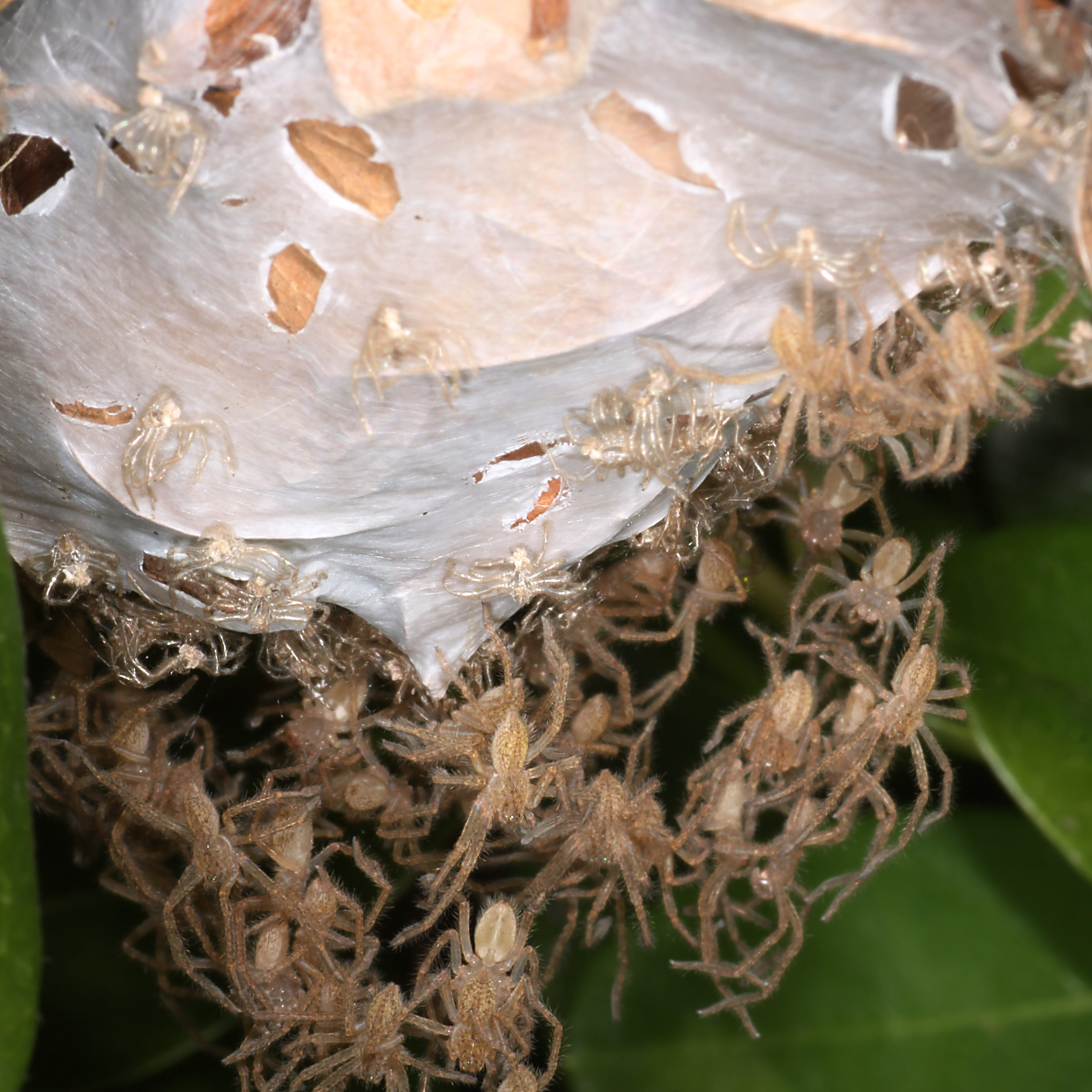
Schlüpfende Jungtiere im Detail

#### Heranwachsen der Jungtiere und Lebenserwartung
Die Jungtiere der Riesenkrabbenspinnen beginnen sich ab dem zweiten oder dritten Larvenstadium zu zerstreuen. Das Heranwachsen geschieht wie bei Spinnen üblich über mehrere Häutungsstadien, wofür ebenfalls oftmals Gespinste angelegt werden. Die Geschlechtsreife erlangen die Spinnen bei einigen Arten nach insgesamt 10 und 13 Monaten und leben anschließend noch gut ein weiteres Jahr oder länger. Vermutlich tritt die Geschlechtsreife bei kleineren Arten früher ein als bei größeren. Bei den männlichen Riesenkrabbenspinnen vergrößern sich in jedem Stadium die Pedipalpen und werden außerdem komplexer. Bei subadulten Männchen sind die Pedipalpen zumeist glatt, schwarz oder braun gefärbt und glänzend, während die Pedipalpen ausgewachsener Männchen verschiedene hervorstehende Strukturen haben, von denen einige orangefarben sind und den Glanz verlieren. Bei weiblichen Riesenkrabbenspinnen wird die Epigyne beim Heranwachsen mehr und mehr sklerotisiert.
Riesenkrabbenspinnen sind, verglichen mit vielen anderen Echten Webspinnen (Araneomorphae), recht langlebig. Die meisten erreichen ein Alter von acht bis 14 Monaten. In Gefangenschaft können einige zwei bis zweieinhalb Jahre alt werden. Die Lebenserwartung der kleineren Arten scheint allgemein geringer zu sein als die größerer. Die nach der Laotischen Riesenkrabbenspinne (Heteropoda maxima) bisher zweitgrößte bekannte Vertreterin der Riesenkrabbenspinnen, die australische Art Beregama aurea, hat die bisher höchste bekannte Lebenserwartung und Heranreifungsdauer aller Riesenkrabbenspinnen. Die Lebensdauer dieser Art beträgt durchschnittlich dreieinhalb Jahre und ihre Jungtiere benötigen eineinhalb Jahre bis zur Geschlechtsreife.

Jungtiere und Prozesse des Heranwachsens
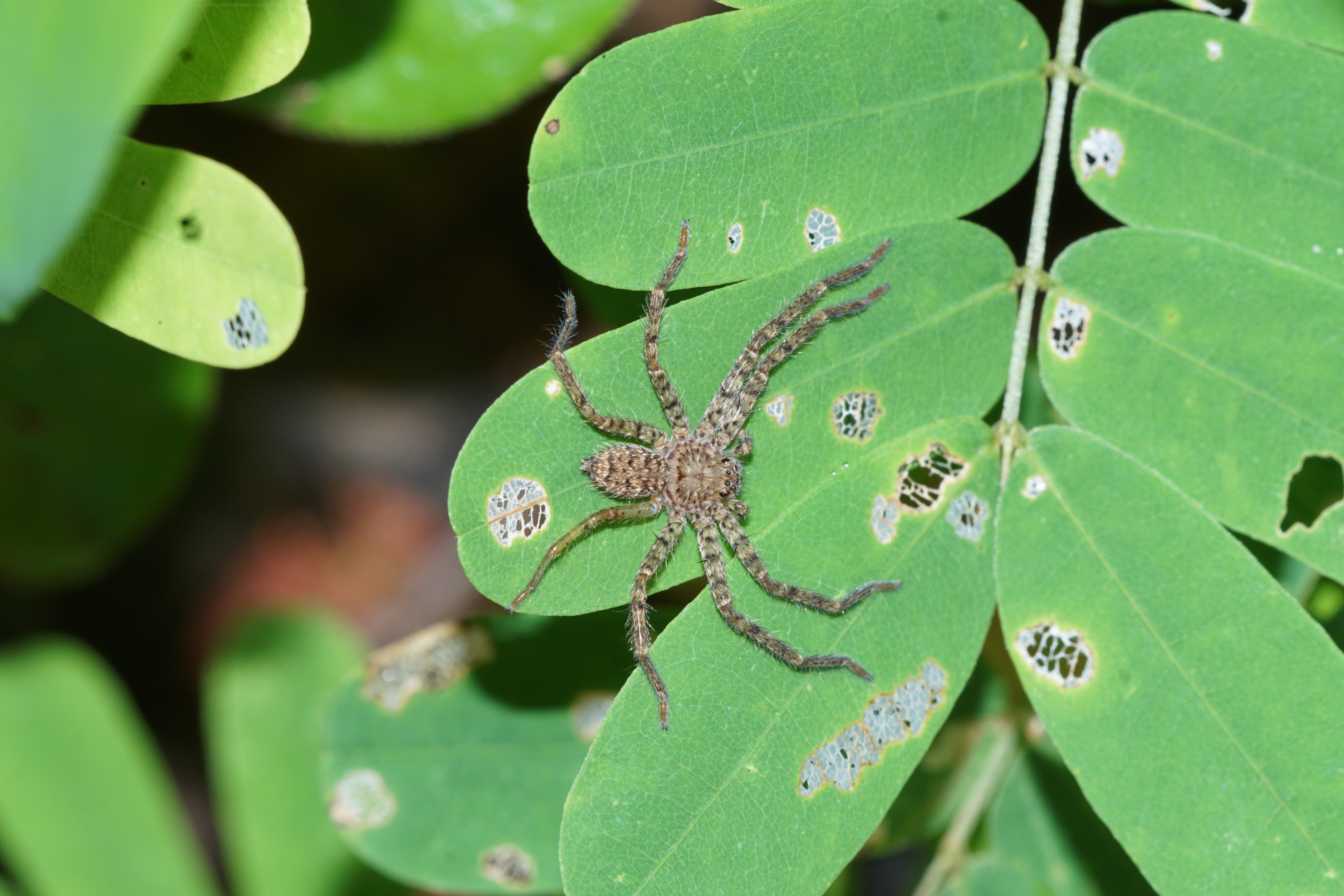
Junge Riesenkrabbenspinne
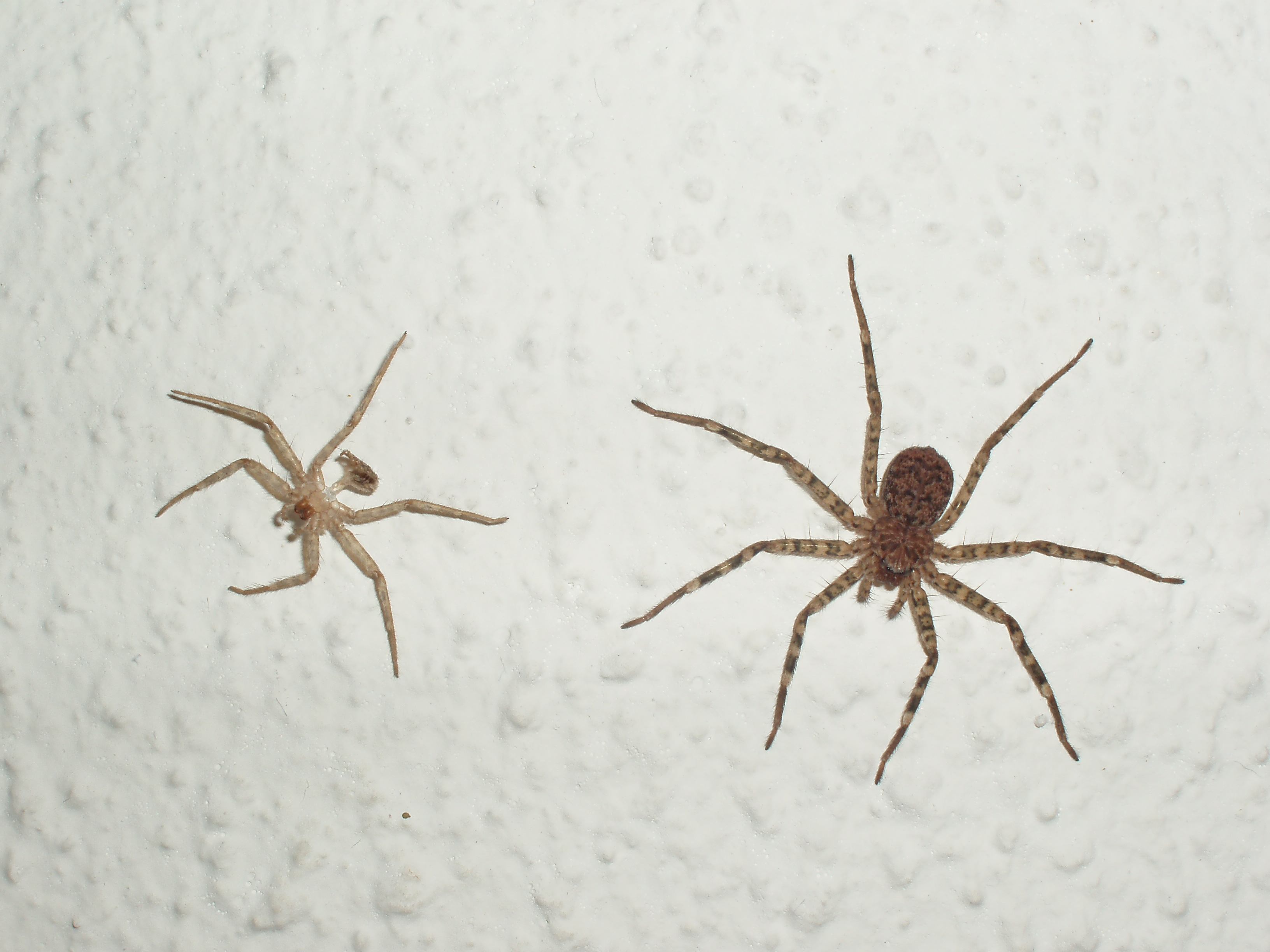
Dito, kurz nach einer Häutung mit der neben der Spinne befindlichen Exuvie.
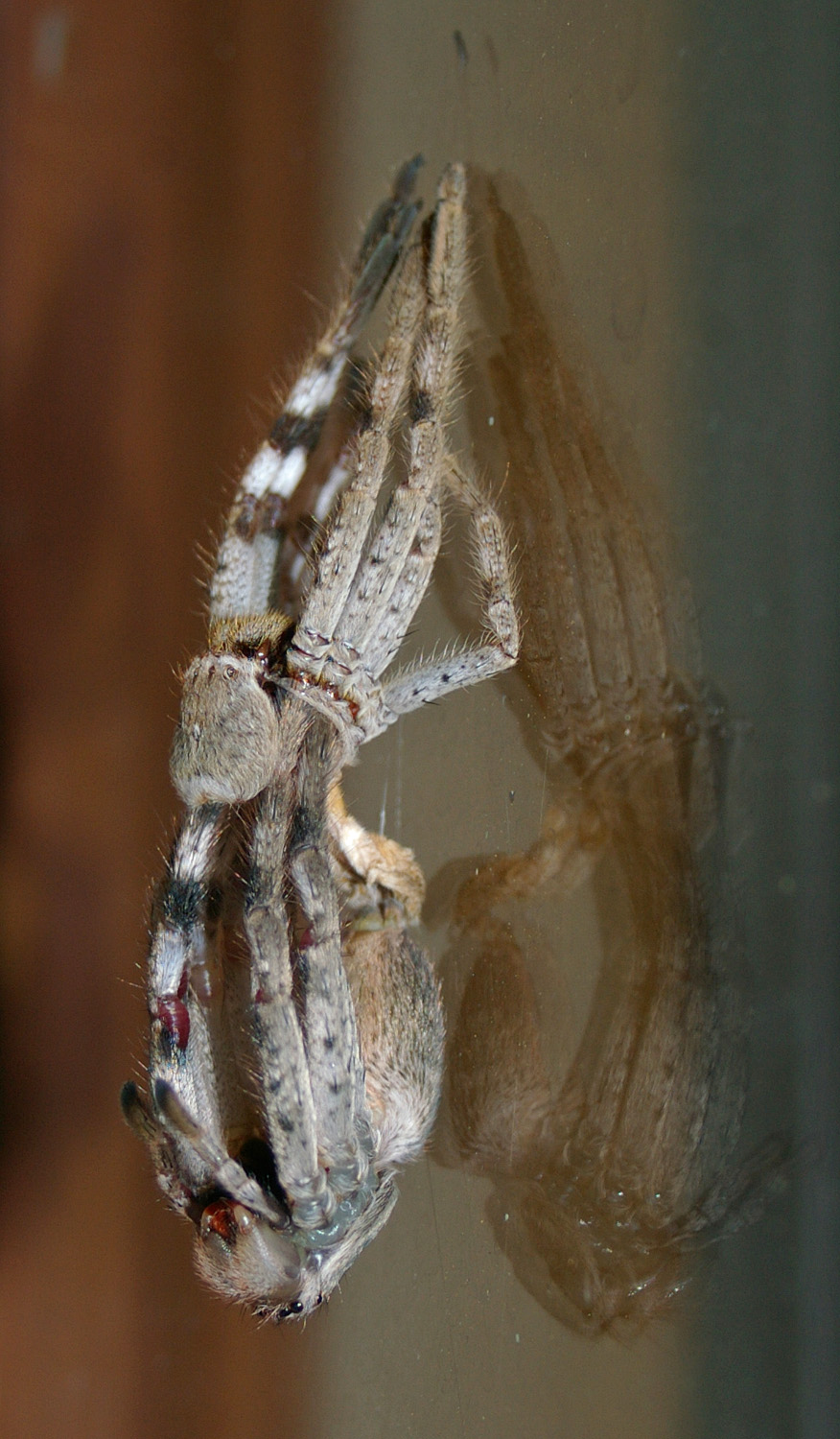
Heranwachsende Riesenkrabbenspinne der Art Isopeda villosa während einer Häutung

## Englischsprachige Bezeichnungen
Riesenkrabbenspinnen haben im englischen Sprachraum neben den weit verbreiteten Bezeichnungen Huntsman spiders bzw. Huntsmen eine Vielzahl weiterer Trivialnamen. Zu diesen zählen Wood spiders und Giant crab spiders, wobei letztere Bezeichnung gleichbedeutend mit dem deutschsprachigen Trivialnamen ist. Die Bezeichnung Wood spiders, übersetzt Holzspinnen, wird vor allem bei größeren Arten aufgrund der Bevorzugung von Holzflächen angewandt. In Australien hat sich auch der Begriff tarantulas etabliert, der allerdings primär für Vogelspinnen (Theraphosidae) verwendet wird, sodass dies zu Verwechslungen führen kann. Es dürfte von den optisch ähnlichen Dimensionen einiger Vertreter beider Familien herrühren.

## Systematik
Die Systematik der Riesenkrabbenspinnen wurde mehrmals geändert. Der Familienname Sparassidae ist eine Abwandlung des altgriechischen Verbs sparassein, das zerfleischen bedeutet. Die Typusgattung der Riesenkrabbenspinnen ist Huschspinnen (Micrommata).

### Beschreibungsgeschichte sowie äußere und innere Systematik
Die Riesenkrabbenspinnen wurden einige Zeit nach ihrer Erstbeschreibung 1872 durch Philipp Bertkau von Eugène Simon als Unterfamilie mit der Bezeichnung Sparassinae den Sackspinnen (Clubionidae) untergegliedert. Dafür teilte er sie in die sieben Gruppen Sparasseae, Heteropodeae, Palysteae, Staianeae, Spariantheae, Clastieae und Chrosiodermateae ein, wobei er somatische (körperliche) Merkmale und darunter hauptsächlich die Morphologie der Augen in Bezug auf deren Anordnung und Größe berücksichtigte. Henry Roughton Hogg schlug 1903 eine weitere Unterfamilie mit der Bezeichnung Deleninae für einige in Australien endemisch vorkommende Arten vor. Simon folgte diesem Vorschlag und ordnete im gleichen Jahr die von ihm zuvor der Unterfamilie der Sparassinae zugeführten Taxa in die Unterfamilie Deleninae ein. Gleichzeitig schlug er die Unterfamilie Tibellomatinae vor, die eine monotypische Gattung enthalten hätte.
Von Toivo Henrik Järvi wurden die Riesenkrabbenspinnen 1912 erstmals als Familie aufgewertet, wofür er deren weiblichen Geschlechtsorgane zur Analyse heranzog und dementsprechend die Unterfamilien Eusparassinae und Polybetinae benannte. Die Unterfamilie Sparassinae wurde dabei zur Unterfamilie Micrommatinae. Diese Einteilung mit Änderungen von Alexander Ivanovitch Petrunkevitch und 1954 von Carl Friedrich Roewer ist bis heute gültig geblieben. Dabei orientierte sich Petrunkevitch bei seinen Analysen 1928 bezüglich der Unterfamilien vorrangig an den von Simon vorgeschlagenen somatischen Merkmalen und lehnte die von Järvi präferierte Klassifizierung der Familie ab. Dabei rechnete er die Unterfamilien Polybetinae und Deleninae den Eusparassinae zu. 1996 führte P. M. C. Croeser eine Revision der Unterfamilie der Palystinae durch, schlug aber nur eine Transferierung einiger weniger Gattungen in den jeweiligen Unterfamilien vor.
Peter Jäger führte 1998 eine weitere Revision der Charakteristika der Unterfamilien durch und wies auf die Synapomorphien (gemeinsamen Merkmale) der Unterfamilien Heteropodinae und Sparianthinae hin. Der Status der übrigen Unterfamilien sei laut ihm nicht gänzlich geklärt. Cristina Anne Rheims führte 2007 erstmals eine morphologische und kladistische Analyse der Riesenkrabbenspinnen durch, bat jedoch aufgrund der nachträglich geänderten Codierung mehrerer Zeichen, von einem Vergleich abzusehen. Ingi Agnarsson und Linda Rayor untersuchten 2013 die intergenerischen phylogenetischen Beziehungen der australischen Arten, die zur Unterfamilie Deleninae zählen und erwogen, diese als monophyletische (stammtechnisch alleinstehende und direkt alle Untergruppen umfassende) Gruppe zu führen, obwohl diese Analysen auf spärlichen Stichproben von Außengruppen basierten.
Die innere Systematik der Riesenkrabbenspinnen erweist sich als schwierig, obwohl die Familie monophyletisch ist und viele synapomorphische Merkmale hat, darunter die fleischige und dreilappige Spitze der Metatarsen auf der Dorsalseite. Abgesehen von denen der Unterfamilie Sparianthinae, die die erste Spaltung innerhalb der Familie ist, haben alle Vertreterinnen der Riesenkrabbenspinnen ein innerhalb der Ordnung der Webspinnen einzigartiges Augentapetum zur guten Nachtsicht und eine glänzende sowie meist perforierte Platte. Phylogenetische Untersuchungen von 2016 lassen die Vermutung zu, dass die Familie der Riesenkrabbenspinnen nahe mit der Überfamilie der Dionycha und der sogenannten Klade des Ovalen Calamistrums verwandt ist.
Die Familie der Riesenkrabbenspinnen ist aktuell in die fünf Unterfamilien Deleninae, Heteropodinae, Palystinae, Sparassinae und Sparianthinae unterteilt. Deren Status und Relation zueinander ist allerdings bislang nicht ganz geklärt.

### Gattungen
Der World Spider Catalog listet für die Riesenkrabbenspinnen aktuell 89 Gattungen und 1298 Arten mit Unterarten. Die Gattungen sind:
- Adcatomus Karsch, 1880
- Anaptomecus Simon, 1903
- Anchonastus Simon, 1898
- Arandisa Lawrence, 1938
- Barylestis Simon, 1910
- Beregama Hirst, 1990
- Berlandia Lessert, 1921
- Bhutaniella Jäger, 2000
- Caayguara Rheims, 2010
- Carparachne Lawrence, 1962
- Cebrennus Simon, 1880
  - Cebrennus rechenbergi Jäger, 2014
- Cerbalus Simon, 1897
  - Cerbalus aravaensis Levy, 2007
- Chrosioderma Simon, 1897
- Clastes Walckenaer, 1837
- Curicaberis Rheims, 2015
- Damastes Simon, 1880
- Decaphora Franganillo, 1931
- Deelemanikara Jäger, 2021
- Defectrix Petrunkevitch, 1925
- Delena Walckenaer, 1837
- Dermochrosia Mello-Leitão, 1940
- Diminutella Rheims & Alayón, 2018
- Eusparassus Simon, 1903
  - Eusparassus dufouri (Simon, 1932)
  - Eusparassus walckenaeri (Audouin, 1826)
- Exopalystes Hogg, 1914
- Extraordinarius Rheims, 2019
- Geminia Thorell, 1897
- Gnathopalystes Rainbow, 1899
- Guadana Rheims, 2010
- Echte Riesenkrabbenspinnen (Heteropoda) Latreille, 1804
  - Heteropoda davidbowie Jäger, 2008
  - Laotische Riesenkrabbenspinne (Heteropoda maxima) Jäger, 2001
  - Warmhaus-Riesenkrabbenspinne (Heteropoda venatoria), (Linnaeus, 1758)
- Holconia Thorell, 1877
- Irileka Hirst, 1998
- Isopeda L. Koch, 1875
- Isopedella Hirst, 1990
- Keilira Hirst, 1989
- Leucorchestris Lawrence, 1962
  - Leucorchestris arenicola Lawrence, 1962
- Macrinus Simon, 1887
- Martensikara Jäger, 2021
- Martensopoda Jäger, 2006
- May Jäger & Krehenwinkel, 2015
- Megaloremmius Simon, 1903
- Huschspinnen (Micrommata) Latreille, 1804
  - Grüne Huschspinne (Micrommata virescens) (Clerck, 1757)
  - Ligurische Huschspinne (Micrommata ligurina) (C. L. Koch, 1845)
- Microrchestris Lawrence, 1962
- Neosparassus Hogg, 1903
- Neostasina Rheims & Alayón, 2016
- Nolavia Kammerer, 2006
- Jägerspinnen (Olios) Walckenaer, 1837
  - Braune Jägerspinne (O. argelasius) (Walckenaer, 1806)
- Orchestrella Lawrence, 1965
- Origes Simon, 1897
- Paenula Simon, 1897
- Palystella Lawrence, 1928
- Palystes L. Koch, 1875
- Panaretella Lawrence, 1937
- Pandercetes L. Koch, 1875
- Parapalystes Croeser, 1996
- Pediana Simon, 1880
- Platnickopoda Jäger Jäger, 2020
- Pleorotus Simon, 1898
- Polybetes Simon, 1897
- Prusias O. Pickard-Cambridge, 1892
- Prychia L. Koch, 1875
- Pseudomicrommata Järvi, 1914
- Pseudopoda Jäger, 2000
- Quemedice Mello-Leitão, 1942
- Remmius Simon, 1897
- Rhacocnemis Simon, 1897
- Rhitymna Simon, 1897
- Sagellula Strand, 1942
- Sarotesius Pocock, 1898
- Sinopoda Jäger, 1999
  - Sinopoda scurion Jäger, 2012
- Sivalicus Dyal, 1957
- Sparianthina Banks, 1929
- Sparianthis Simon, 1880
- Spariolenus Simon, 1880
- Staianus Simon, 1889
- Stasina Simon, 1877
- Stasinoides Berland, 1922
- Stipax Simon, 1898
- Strandiellum Kolosváry, 1934
- Thelcticopis Karsch, 1884
- Thomasettia Hirst, 1911
- Thunberga Jäger, 2020
- Tibellomma Simon, 1903
- Tychicus Simon, 1880
- Typostola Simon, 1897
- Uaiuara Rheims, 2013
- Vindullus Simon, 1880
- Yiinthi Davies, 1994
- Zachria L. Koch, 1875

#### Transferierte Gattungen
Drei Gattungen galten einst als zu den Riesenkrabbenspinnen zugehörig, wurden jedoch mittlerweile transferiert. Die Gattungen sind:
- Anchognatha Thorell, 1881 – Zählt nun zu den Rindensackspinnen (Corinnidae)
- Hoedillus Simon, 1898 – Zählt nun zu den Kräuseljagdspinnen (Zoropsidae)
- Olbus Simon, 1880 – Zählt nun zu den Rindensackspinnen

#### Synonymisierte Gattungen
21 Gattungen, die zuletzt zu den Riesenkrabbenspinnen zählten, wurden mit anderen innerhalb der Familie synonymisiert und verloren somit ihren Gattungsstatus. Diese einstigen Gattungen waren:
- Adrastis Simon, 1880, synonymisiert mit den Echten Riesenkrabbenspinnen (Heteropoda) unter Jäger, 2002
- Cerbalopsis Jézéquel & Junqua, 1966, synonymisiert mit der Gattung Cebrennus Simon, 1880unter Jäger, 2000.
- Cercetius Simon, 1902, synonymisiert mit der Gattung Eusparassus unter Moradmand & Jäger, 2012.
- Eodelena Hogg, 1903, synonymisiert mit der Gattung Delenaunter unter Agnarsson & Rayor, 2013.
- Leptosparassus Järvi, 1912 – Synonymisiert mit der Gattung Polybetes unter Gerschman & Schiapelli, 1965.
- Lessertiola Strand, 1929, synonymisiert mit der Gattung Berlandia unter Strand, 1929.
- Mardonia Thorell, 1897, synonymisiert mit der Gattung Thelcticopis unter Deeleman-Reinhold, 2001.
- Marmarica Caporiacco, 1928, synonymisiert mit der Gattung Cerbalus unter Levy, 1989.
- Nisueta Simon, 1880, synonymisiert mit den Jägerspinnen (Olios) unter Jäger, 2020.
- Nonianus Simon, 1885, synonymisiert mit den Jägerspinnen unter Jäger, 2020.
- Panaretidius Simon, 1906, synonymisiert mit den Echten Riesenkrabbenspinnen unter Jäger, 2001.
- Panaretus Simon, 1880, synonymisiert mit den Echten Riesenkrabbenspinnen unter Jäger, 2002.
- Parhedrus Simon, 1887, synonymisiert mit den Echten Riesenkrabbenspinnen unter Jäger, 2002.
- Pseudosparianthis Simon, 1887, synonymisiert mit der Gattung Sparianthis unter Rheims, 2020.
- Sampaiosia Mello-Leitão, 1930, synonymisiert mit der Gattung Sparianthis unter Rheims, 2020.
- Seramba Thorell, 1887, synonymisiert mit der Gattung Thelcticopis unter Jäger, 2005.
- Sparassus Walckenaer, 1805, synonymisiert mit den Huschspinnen (Micrommata) unter Jäger, 1999.
- Spatala Simon, 1897, synonymisiert mit der Gattung Adcatomus unter Rheims, 2008.
- Streptaedoea Järvi, 1912, synonymisiert mit der Gattung Polybetes unter Gerschman & Schiapelli, 1965.
- Tentabunda Fox, 1937, synonymisiert mit der Gattung Decaphora unter Rheims & Alayón, 2014.
- Torania Simon, 1886, synonymisiert mit den Echten Riesenkrabbenspinnen unter Jäger, 2001.

#### Ersetztes Homonym
Eine Gattung der Riesenkrabbenspinnen hatte zuvor eine Bezeichnung, die mit der einer anderen Gattung identisch waren. Dieses nun ersetzte Homonym war:
- Valonia Piza, 1939 = Nolavia

#### Aufgehobene Gattung
Eine Gattung der Riesenkrabbenspinnen erfüllte bei ihrer Erstbeschreibung nicht die Voraussetzung für einen Gattungsstatus und gilt heute als Nomen nudum. Die Gattung war:
- Joopilia Chae & Sohn, aufgehoben unter Yoo, 2015.

## Riesenkrabbenspinnen und Mensch

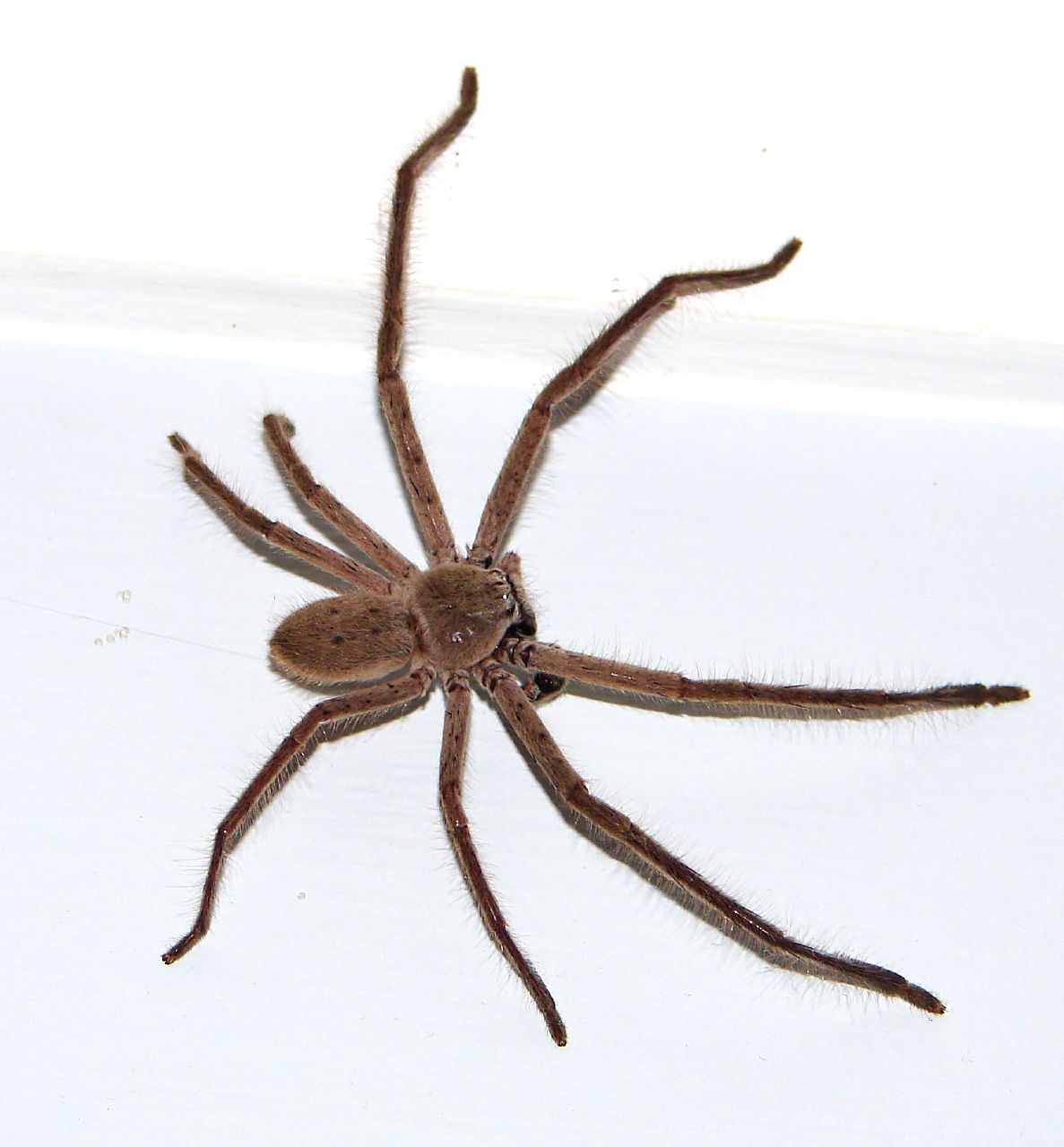
Männliche Riesenkrabbenspinne in einem Gebäude

Da einige Vertreter der Familie als synanthrope Arten auch in menschlichen Siedlungsbereichen, im Inneren von Gebäuden und auch in und an Autos vorkommen, ist das Zusammentreffen zwischen dem Menschen und diesen Spinnen keine Seltenheit. Die Weibchen einiger Riesenkrabbenspinnen nutzen Gebäude oder darin befindliche Einrichtungsgegenstände als Brutstätte, sofern sie dort ausreichend lichtgeschützt sind.
Die Angst vor Riesenkrabbenspinnen ist weit verbreitet, was mit der für Spinnen imposanten Größe und der langbeinigen Gestalt der Tiere zu erklären ist, verstärkt durch die schnelle und plötzliche Fortbewegung der Spinnen, wenn sie gestört werden, was gelegentlich sogar auf dem Menschen geschieht. Der Mensch kann auch erschrecken, wenn eine Riesenkrabbenspinne plötzlich hinter einer Gardine hervorkommt. Riesenkrabbenspinnen haben Autofahrer erschreckt, wenn die Tiere plötzlich hinter der Sonnenblende hervorkamen. In Australien verursachen Riesenkrabbenspinnen mehr als andere Spinnen Schreckmomente. Dort werden sie nicht selten für Vogelspinnen (Theraphosidae) gehalten, da Vertreter beider Familien ähnlich groß sein können.
Einzelne Arten der Riesenkrabbenspinnen werden in der Terraristik als Heimtiere gehalten. Für die Warmhaus-Riesenkrabbenspinne ist als einzige Art der Familie eine traditionelle Nutzung als Lebensmittel dokumentiert.

### Riesenkrabbenspinnen als Nützlinge
Riesenkrabbenspinnen erfüllen wie andere Spinnen eine Funktion als Nützlinge im Rahmen der biologischen Schädlingsbekämpfung. Dies liegt daran, dass das Beutespektrum der Spinne auch Schädlinge, etwa verschiedene Insekten, umfasst.

### Bissunfälle und Giftigkeit

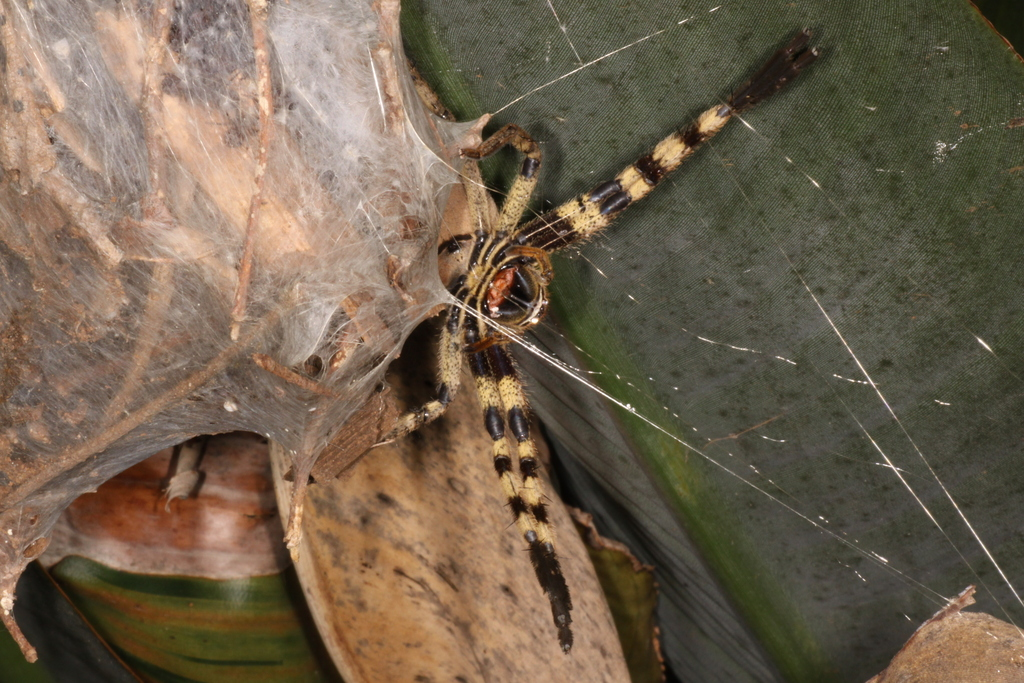
Drohgebärde eines Weibchens der Gattung Palystes, das sein Eigelege bewacht.

Bisse von Riesenkrabbenspinnen beim Menschen sind überliefert, haben jedoch im Regelfall keine medizinisch relevanten Folgen: Riesenkrabbenspinnen gelten grundsätzlich als scheu und ergreifen bei Störungen zumeist die Flucht. Ausgenommen sind Weibchen, die trächtig sind, oder, falls sie einen Eikokon oder kürzlich geschlüpfte Nachkommen bewachen. In diesem Falle können die Spinnen durchaus aggressiv werden. Typische Symptome nach einem Biss sind Kopf- und Muskelschmerzen und Erkältungsgefühle. Nur selten treten schwerwiegendere Beschwerden auf.